# Église Saint-Aignan de Saint-Aignan (Gironde)
Pour les articles homonymes, voir Église Saint-Aignan.
L'église Saint-Aignan est une église catholique située à Saint-Aignan, en France.

## Localisation
L'église est située dans le département français de la Gironde, sur la commune de Saint-Aignan.

## Historique
L’église Saint-Aignan date du XIe siècle. L’édifice fait l’objet de plusieurs remaniements par la suite. Au XIIe siècle, une abside en hémicycle, ornée à l’extérieur d’arcatures aveugles, est ajoutée à la nef. Le sanctuaire, voûté en cul-de-four, est quant à lui, séparé de la nef par une grande arcade en plein cintre.
L'abside présente cinq larges arcatures retombant sur des piliers renforcés d'une colonne engagée montant jusqu'à la corniche à modillons. Une petite arcature sur colonnettes encadre les baies de l'abside.

L'abside
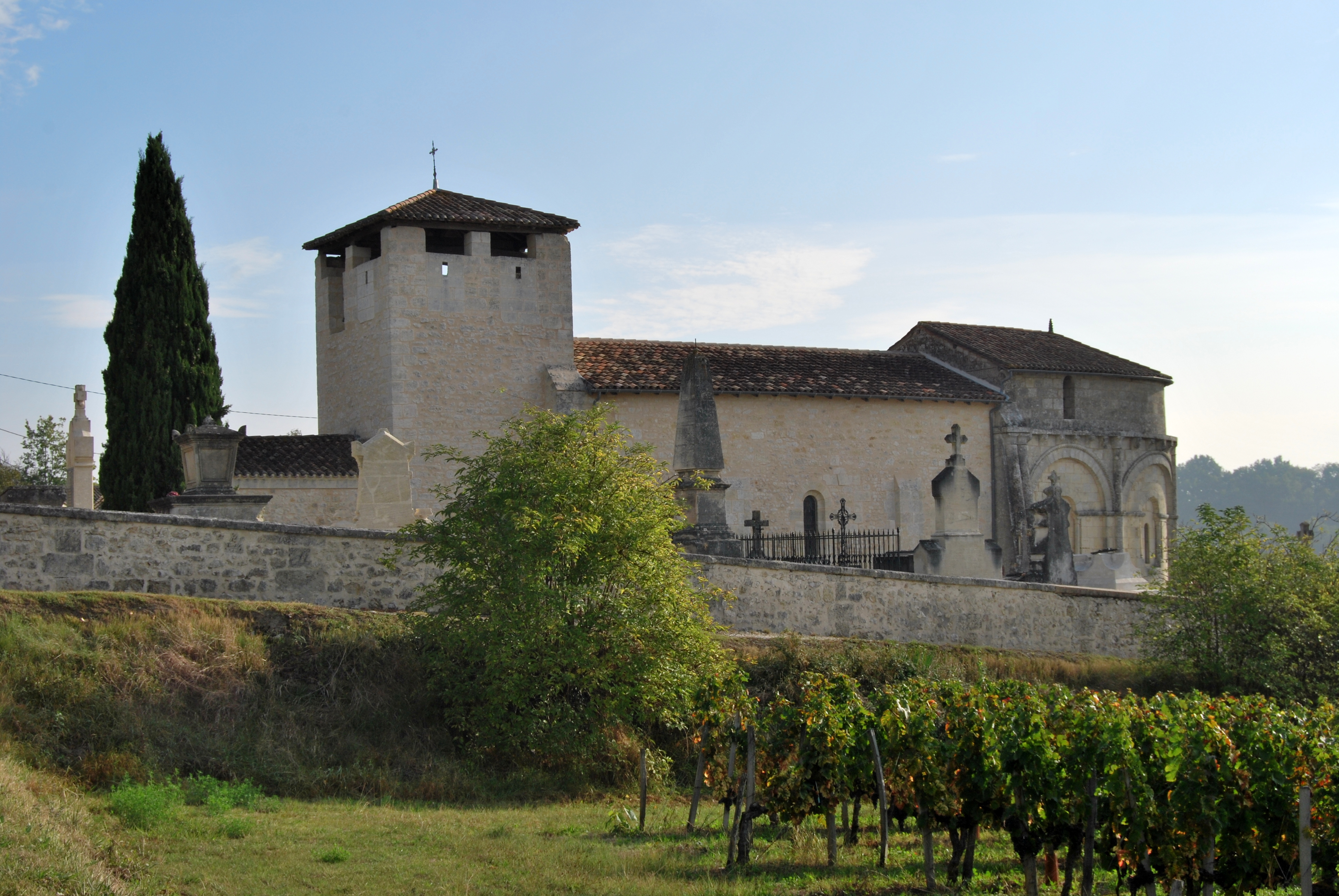
Vue du sud
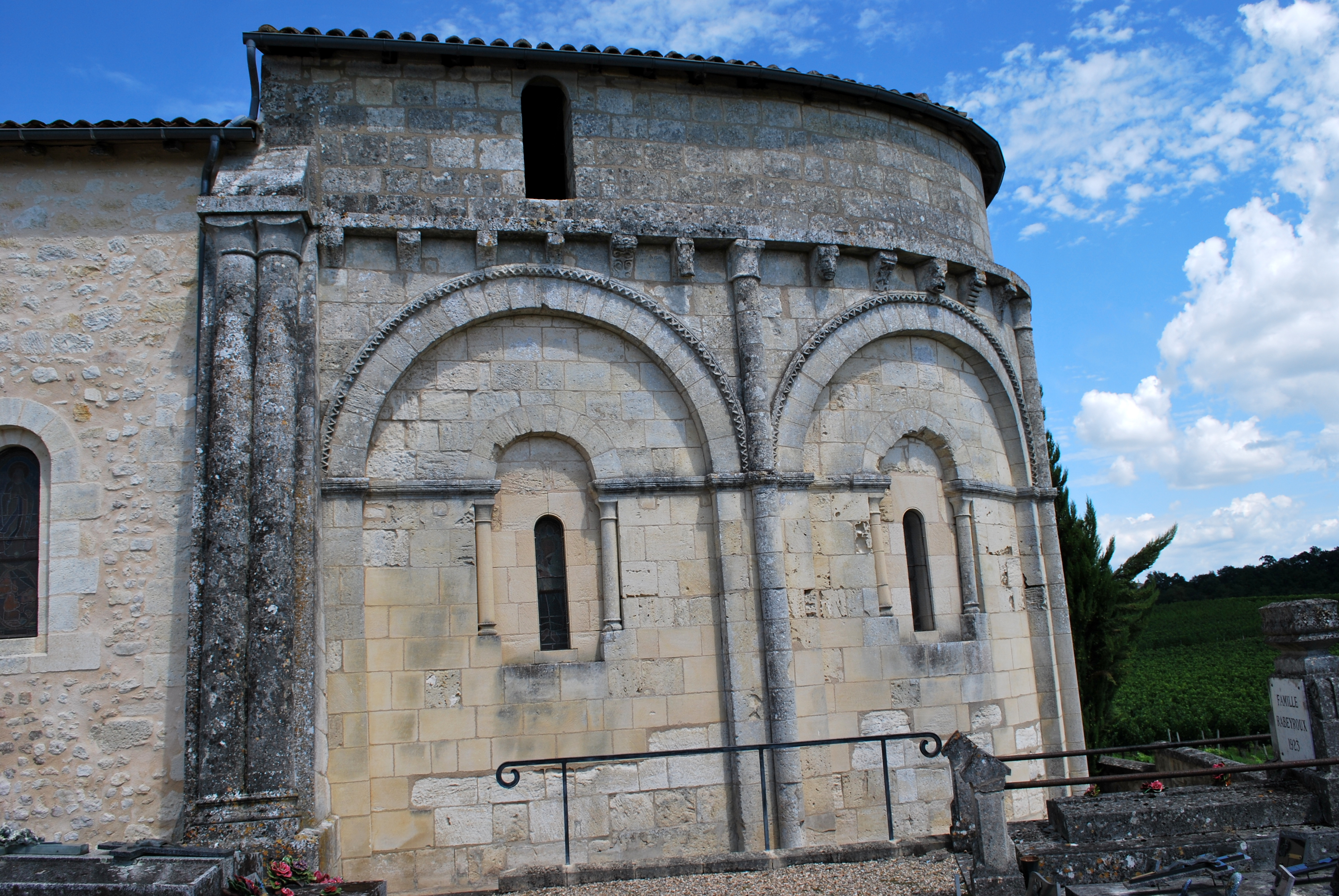
Abside sud
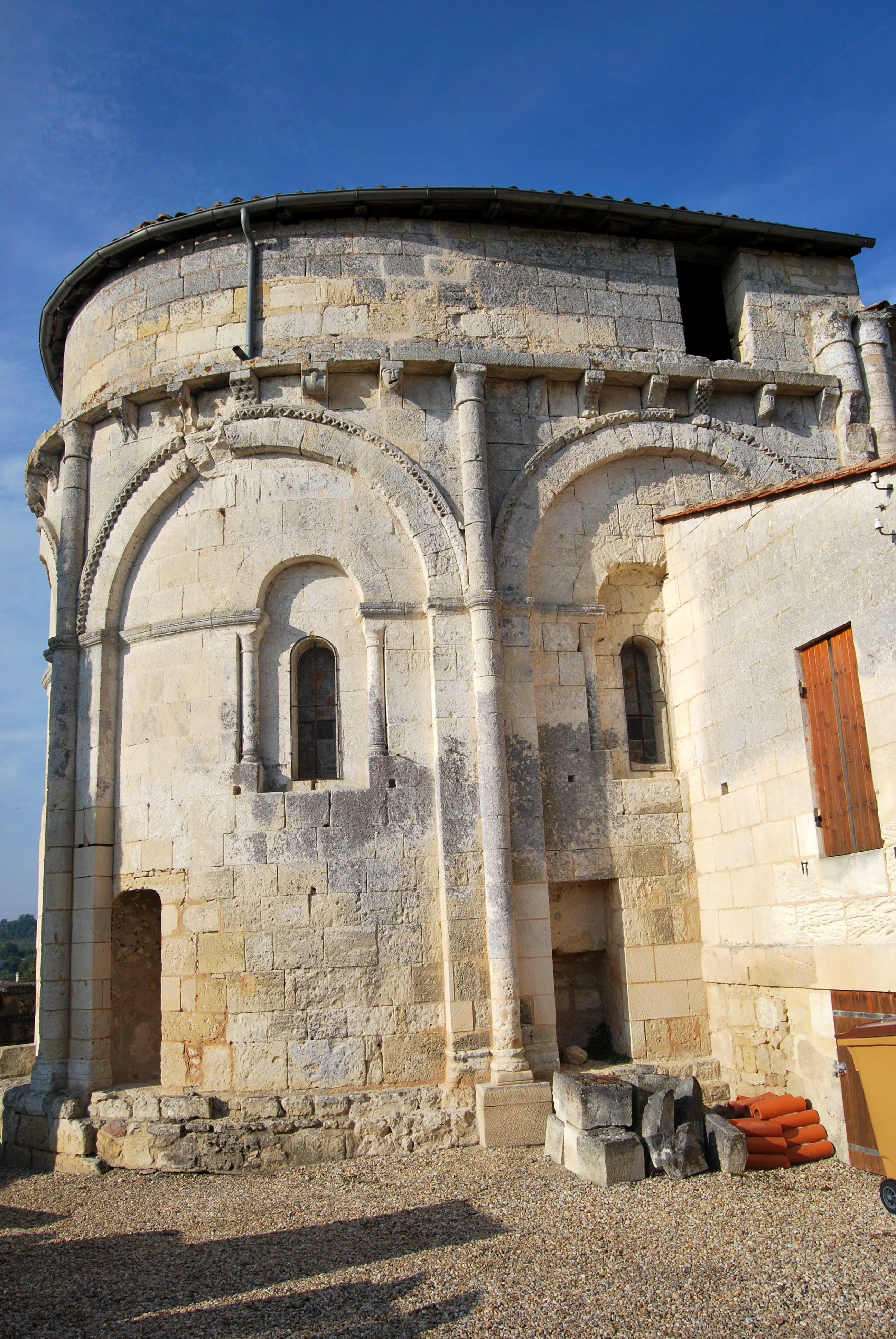
Abside nord

La corniche
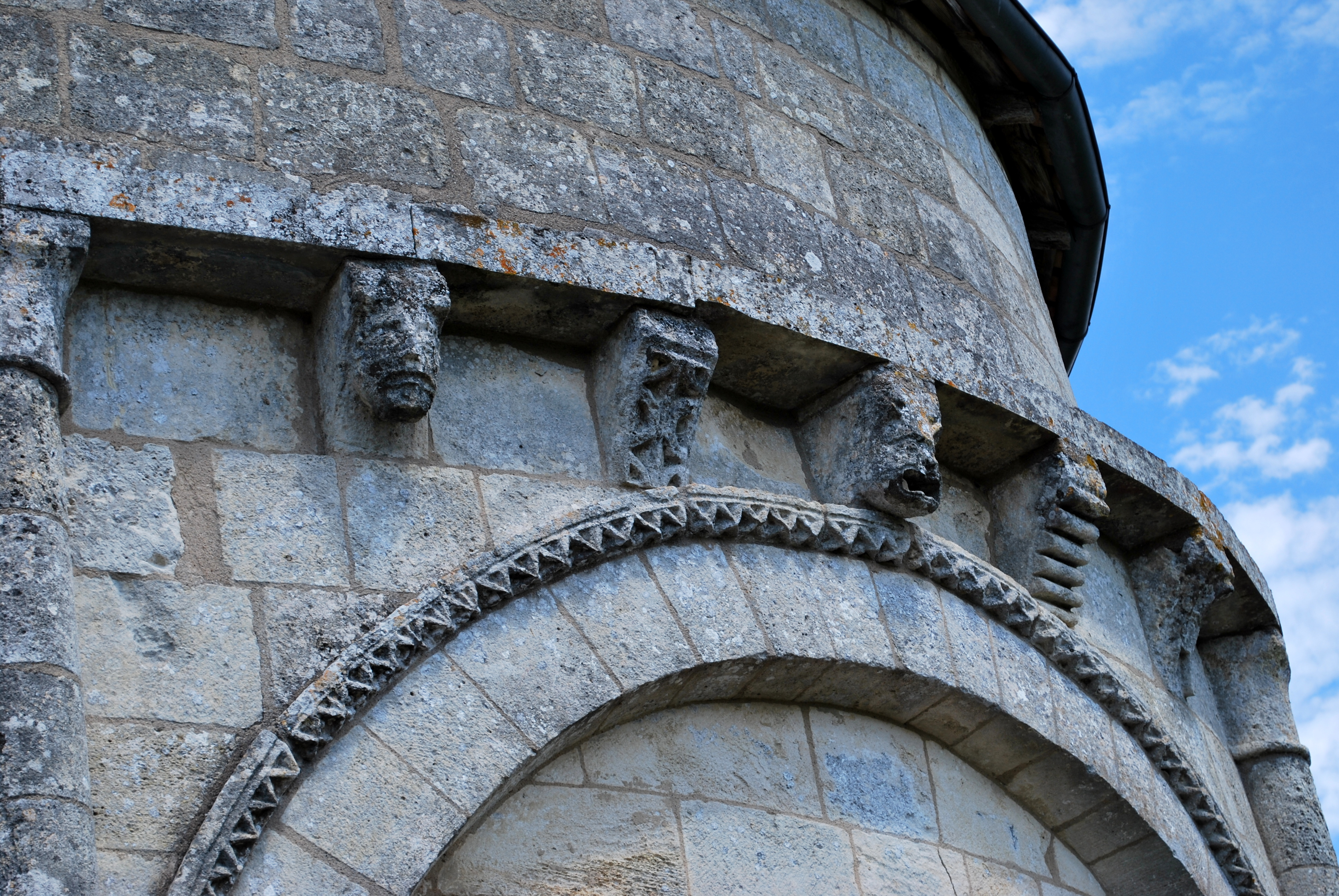
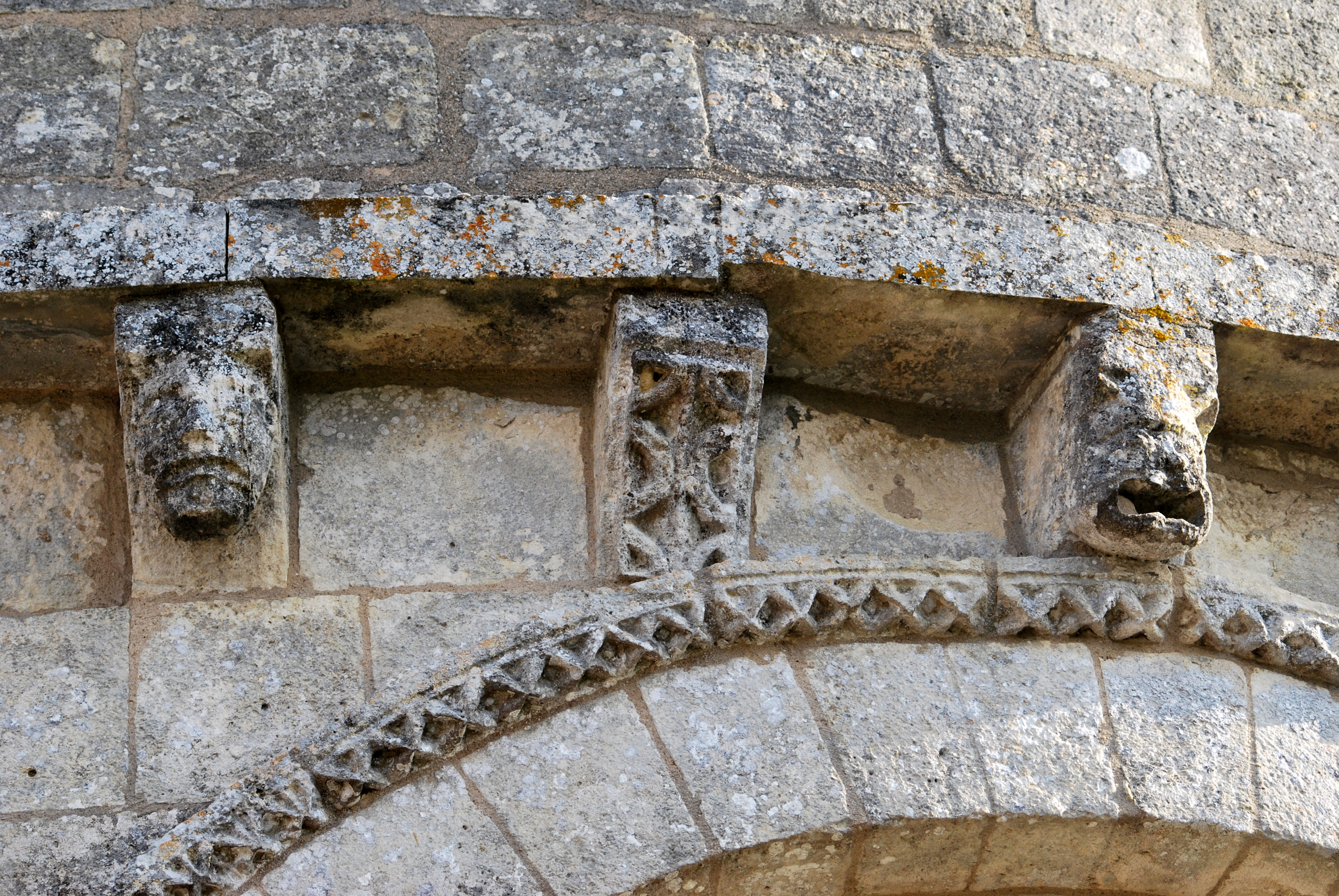
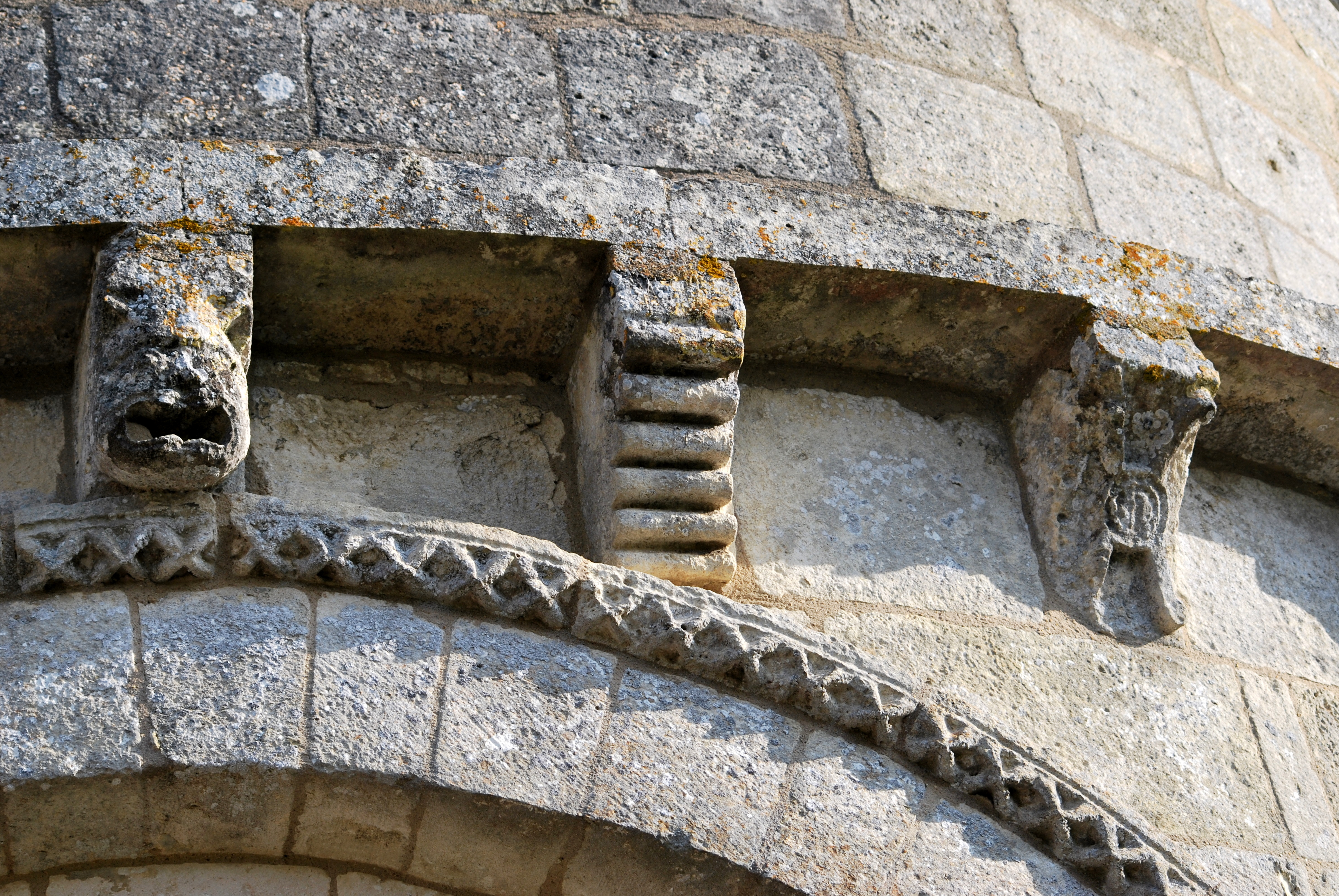
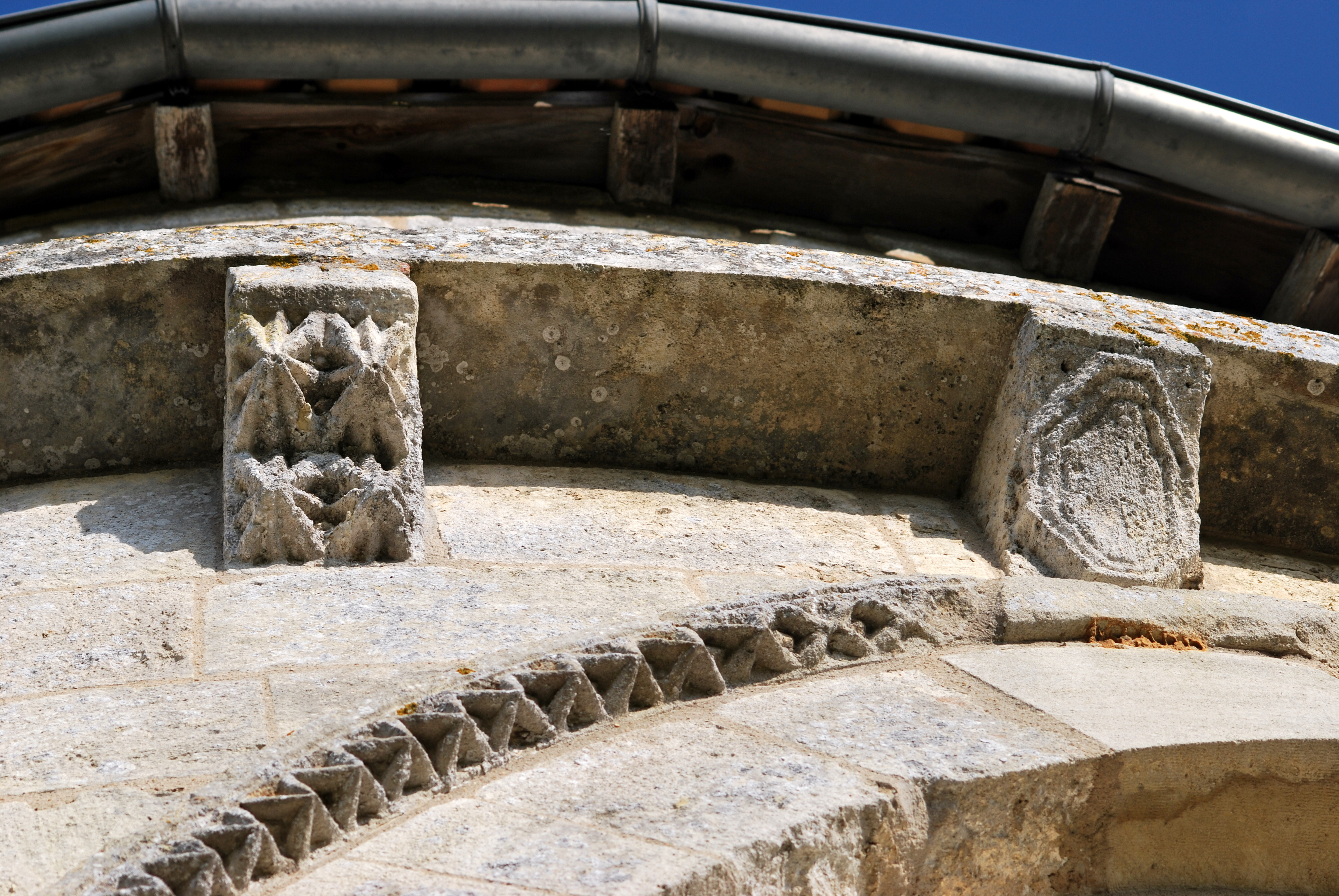
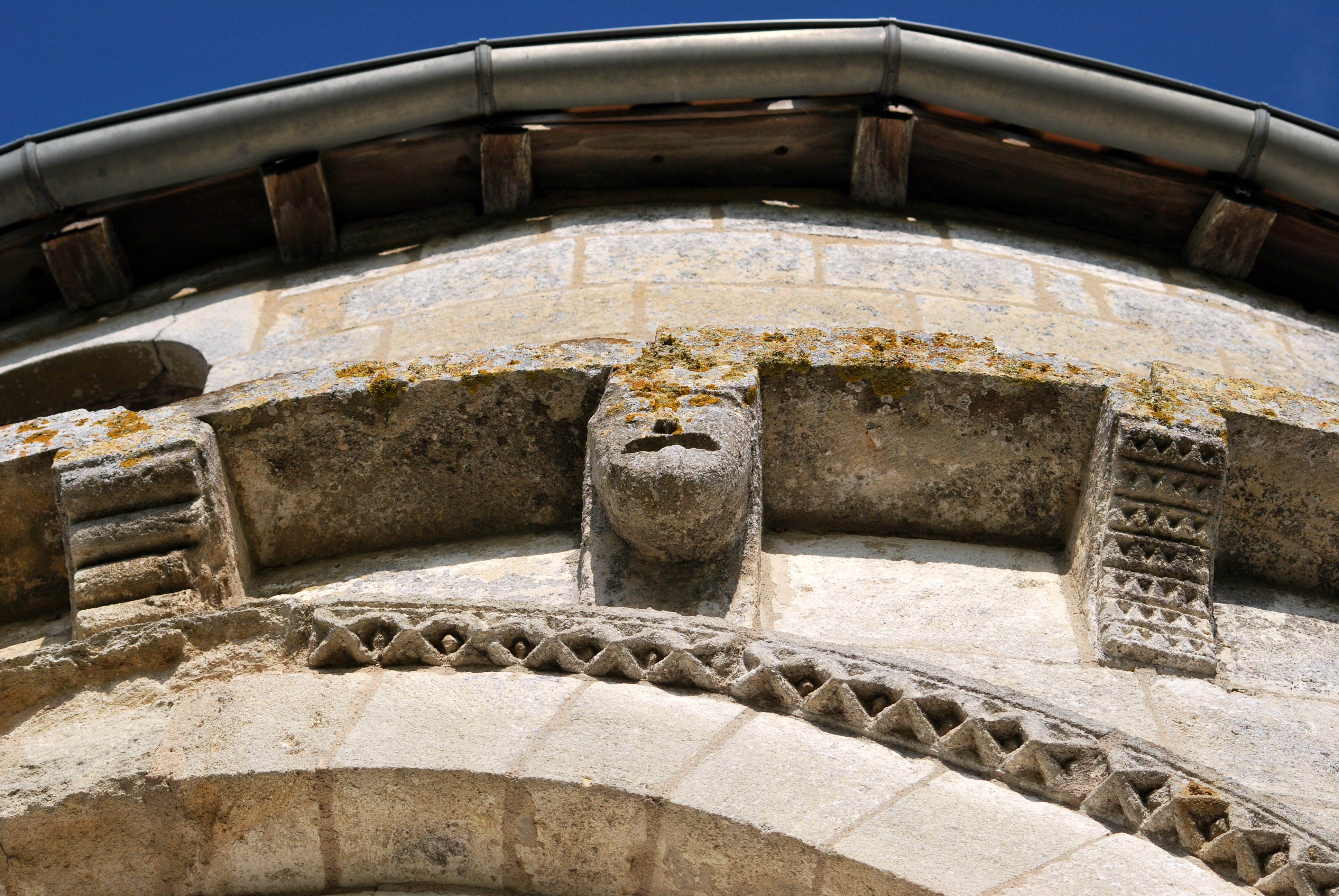

L'église est précédée d'un porche du commencement du XVIe siècle, dont les poutres s'appuient sur quatre piliers en pierre, dont deux sont couverts d'ornements de la dernière époque ogivale.

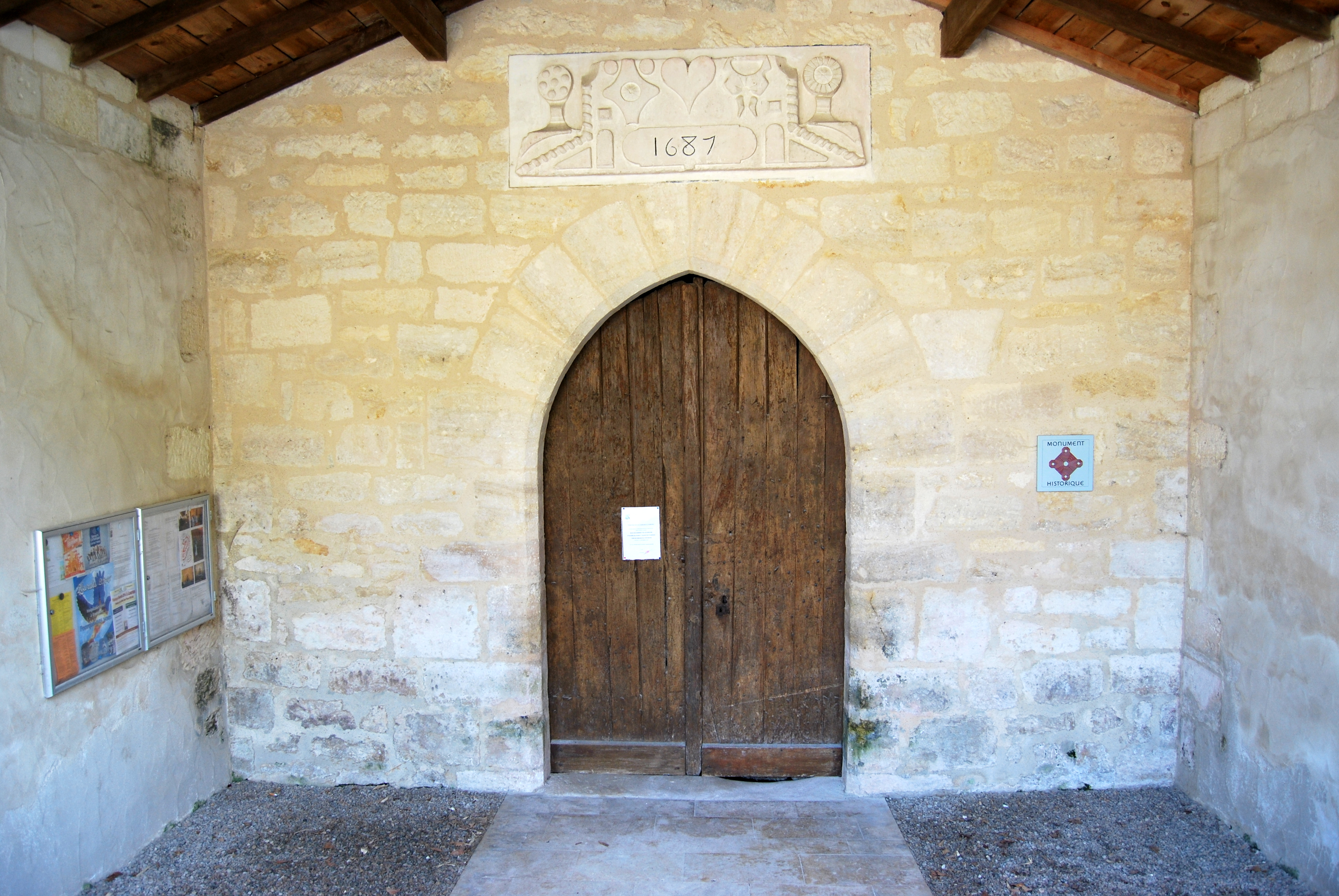
Porte d'entrée
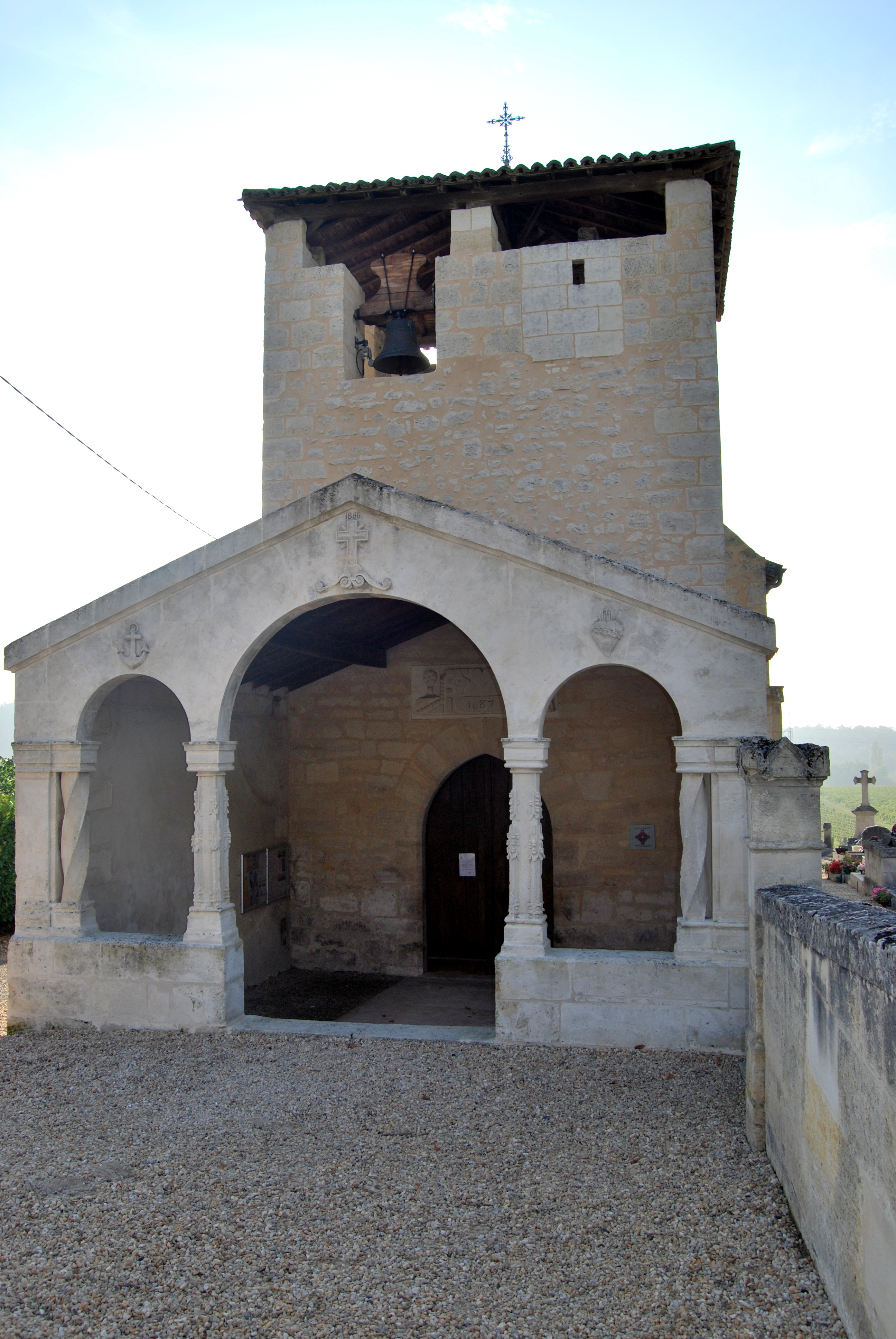
Le porche

Le clocher est fortifié en 1687 pendant les Guerres de religion. Plus tard, les cloches sont placées dans les ouvertures dessinées par les créneaux de la tour. Certaines de ces ouvertures sont rebouchées par la suite.
L'intérieur de la nef est dépourvu de chapiteaux et de décoration particulière. L'arc triomphal en plein cintre est supporté par des colonnes qui sont ornées de doubles chapiteaux à décor végétal, comme les chapiteaux de l'arcature du chevet. Par contre, les murs du sanctuaire étaient recouverts de fresques.

L'intérieur
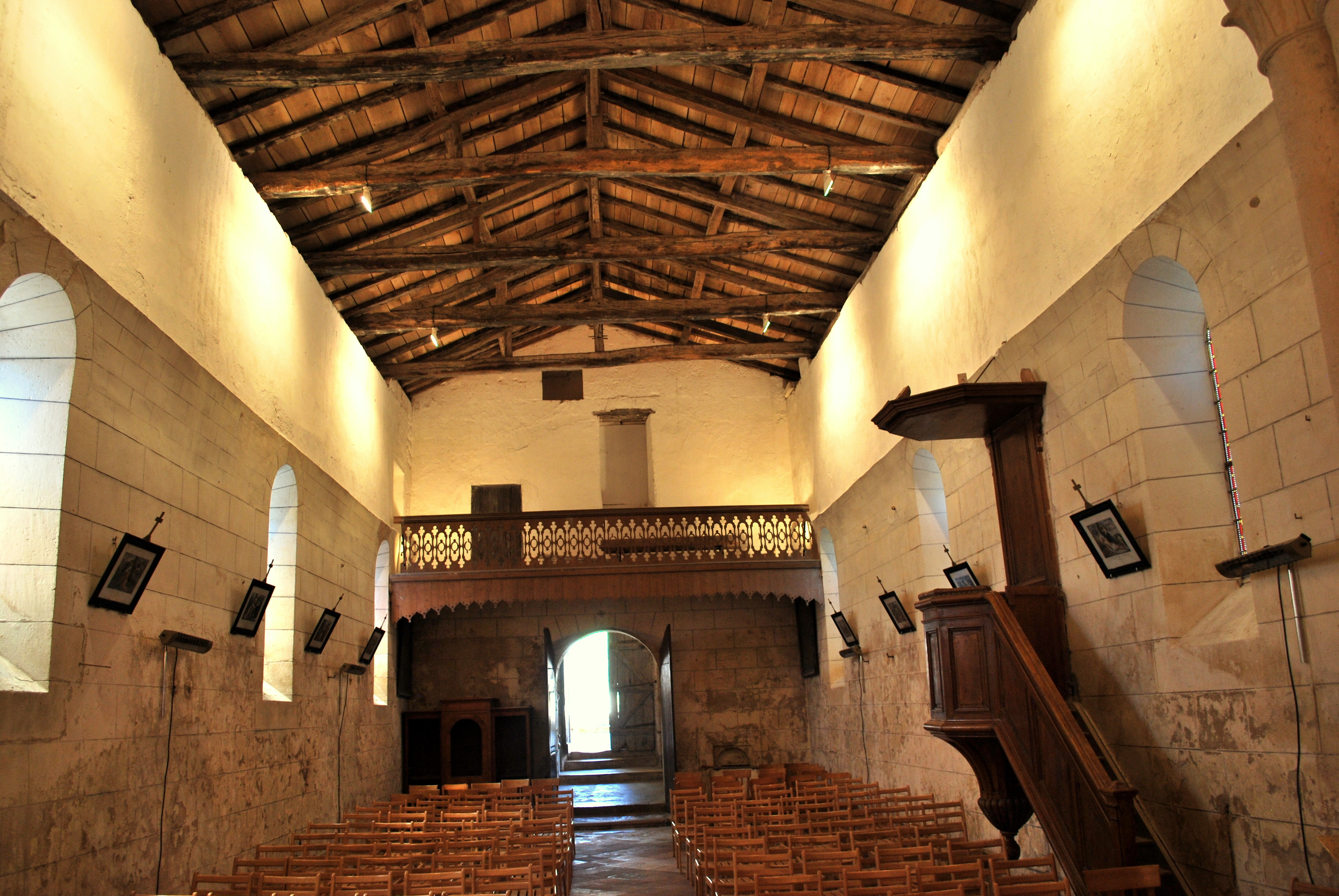
La nef vers l'ouest
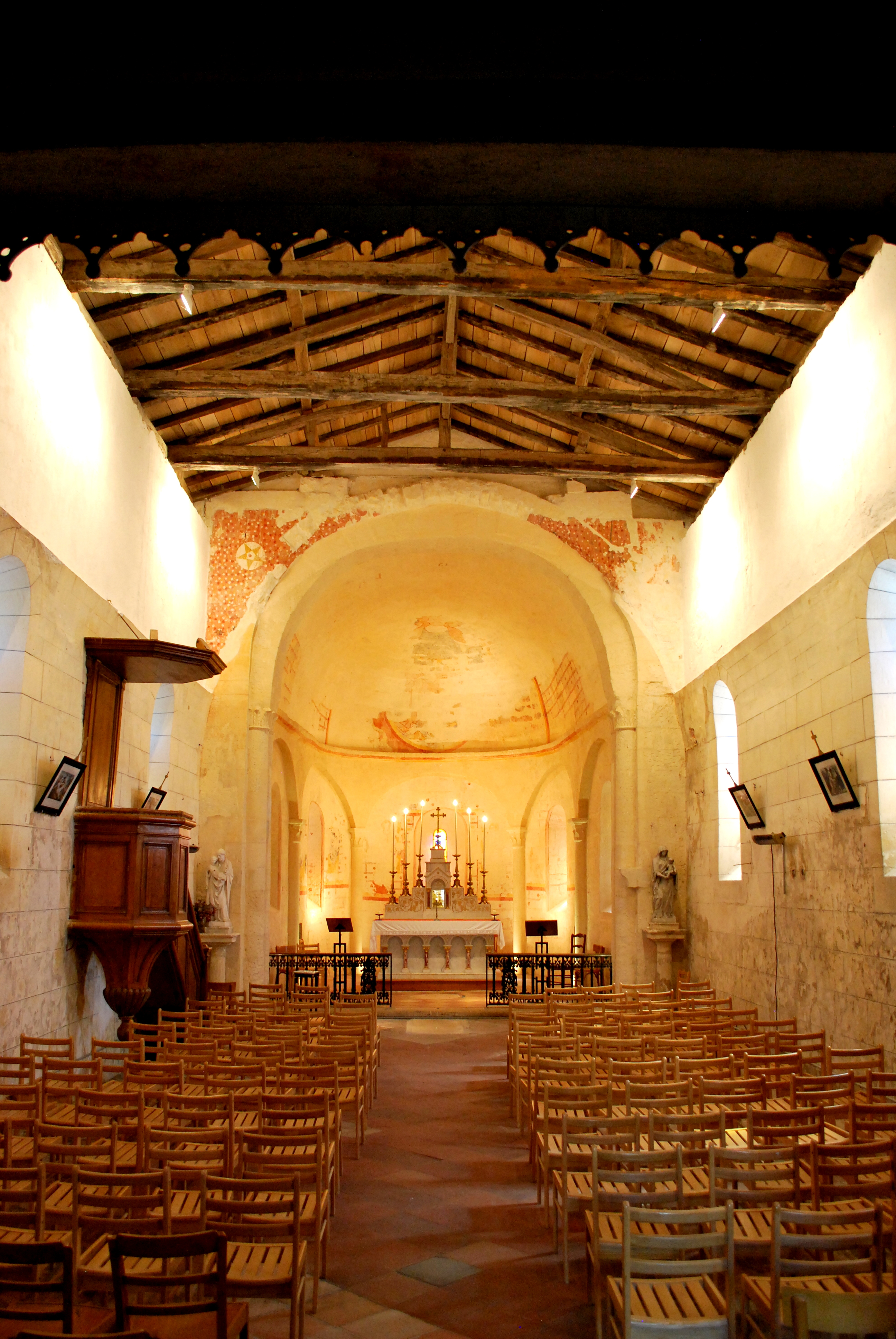
La nef vers l'est
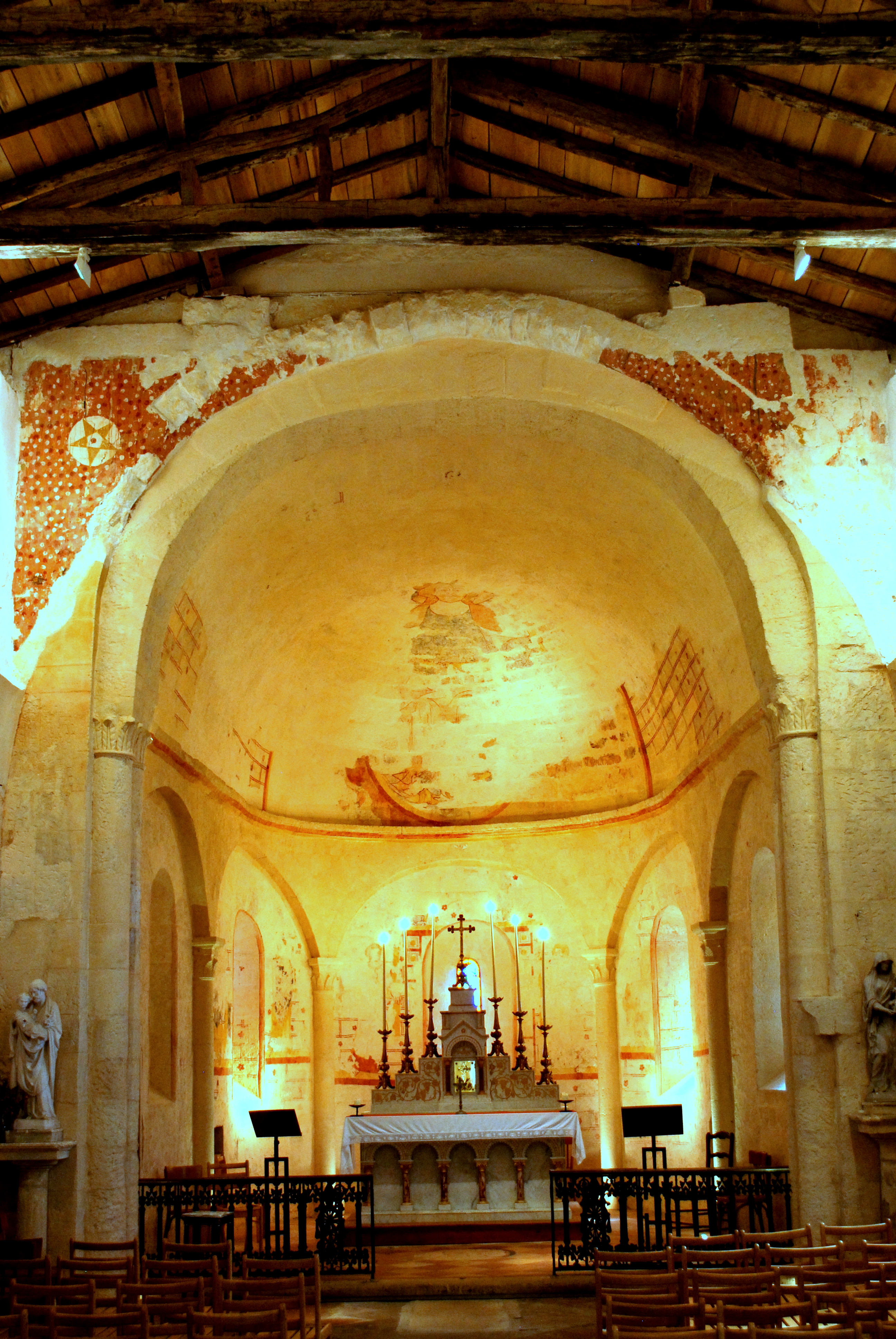
L'arc triomphal
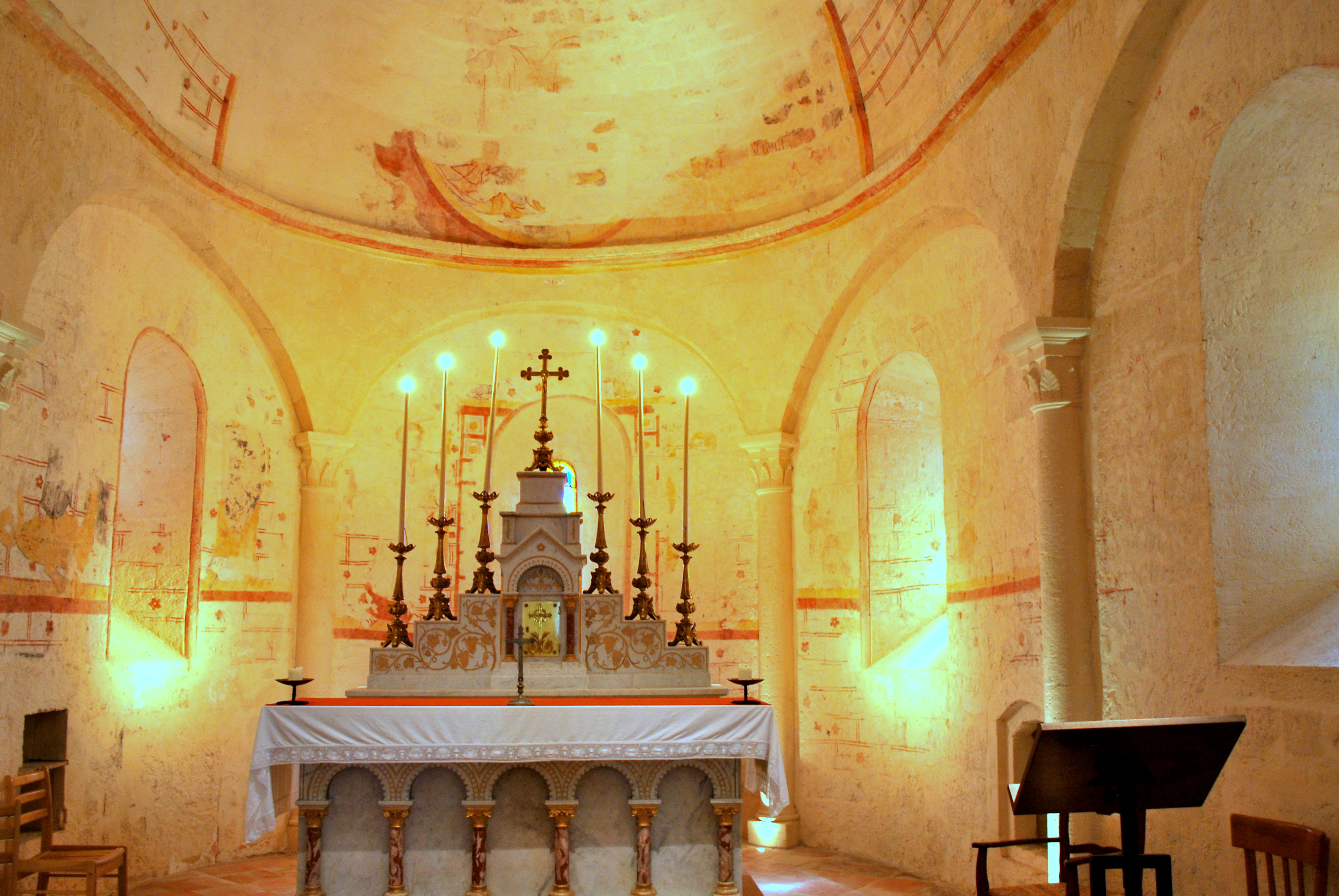
Le sanctuaire

Peintures murales
L’abside présente une peinture murale découverte lors d'une campagne de restauration en 1989. Les fresques ont été réalisées pendant la seconde moitié du XIVe siècle.
Les éléments actuellement identifiables représentent : au nord, saint Michel tuant le dragon et sur la voûte, le Christ en majesté. 
On voit également des fragments d'anges ou d'apôtres et un décor végétal.

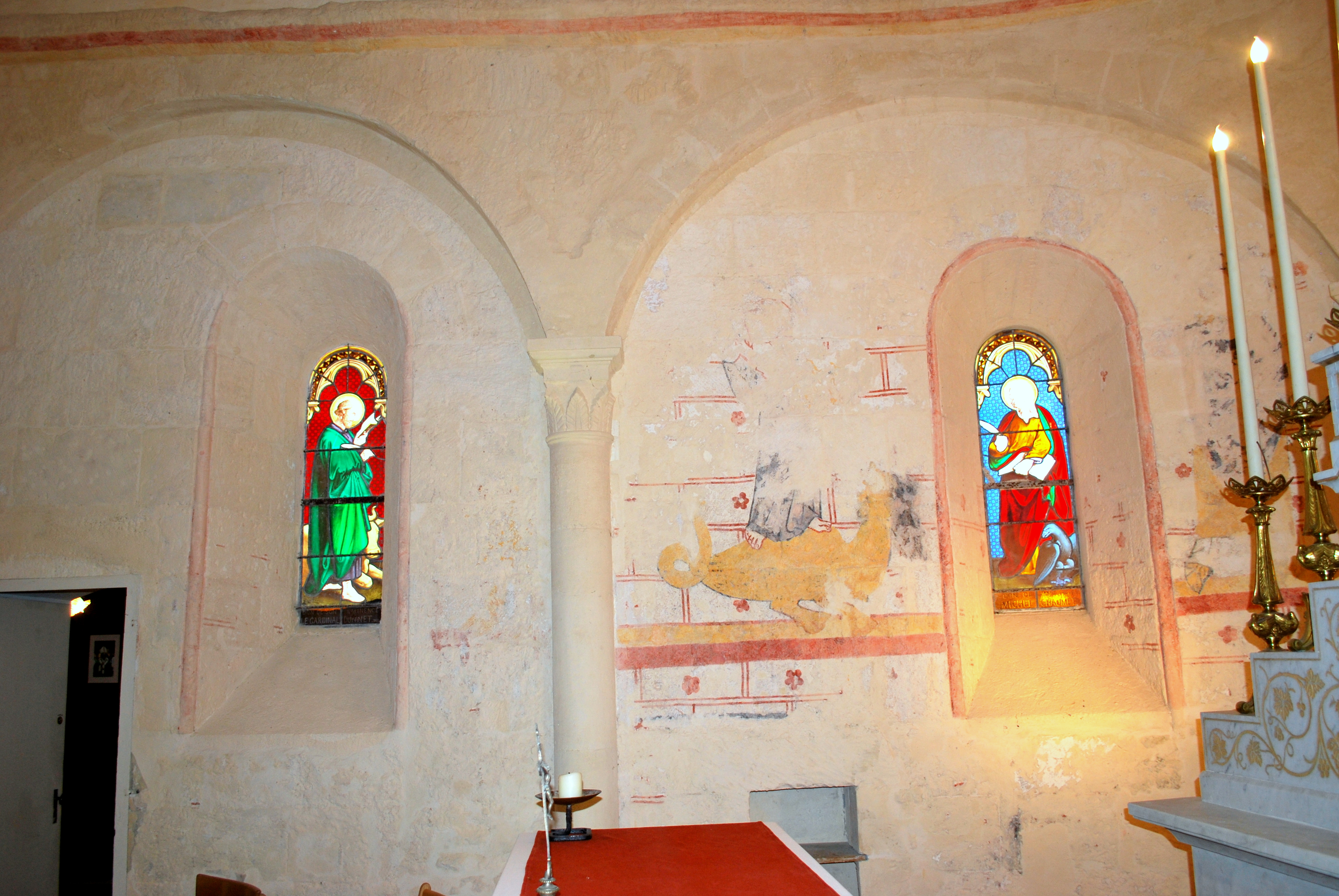
Saint Michel et le dragon
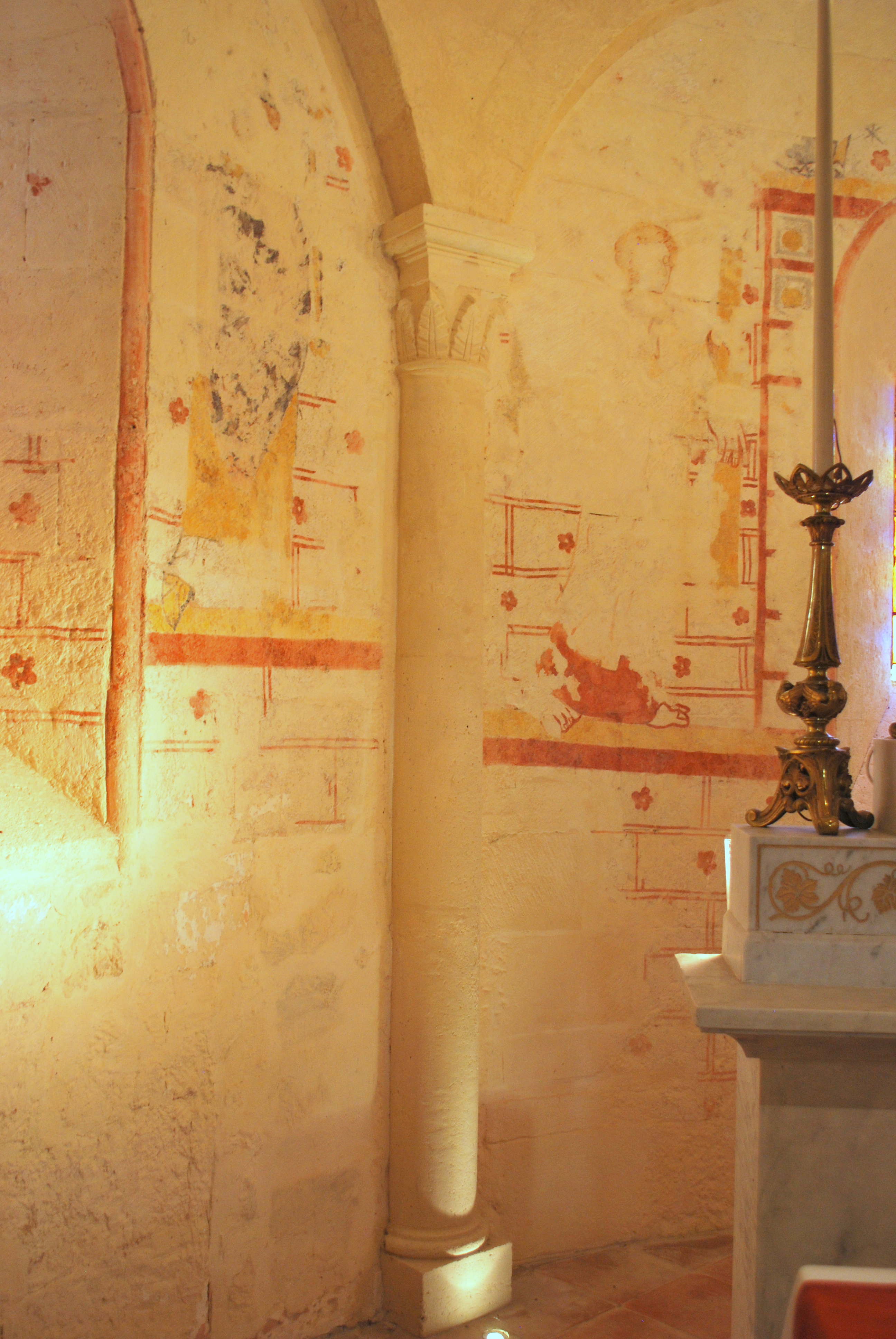
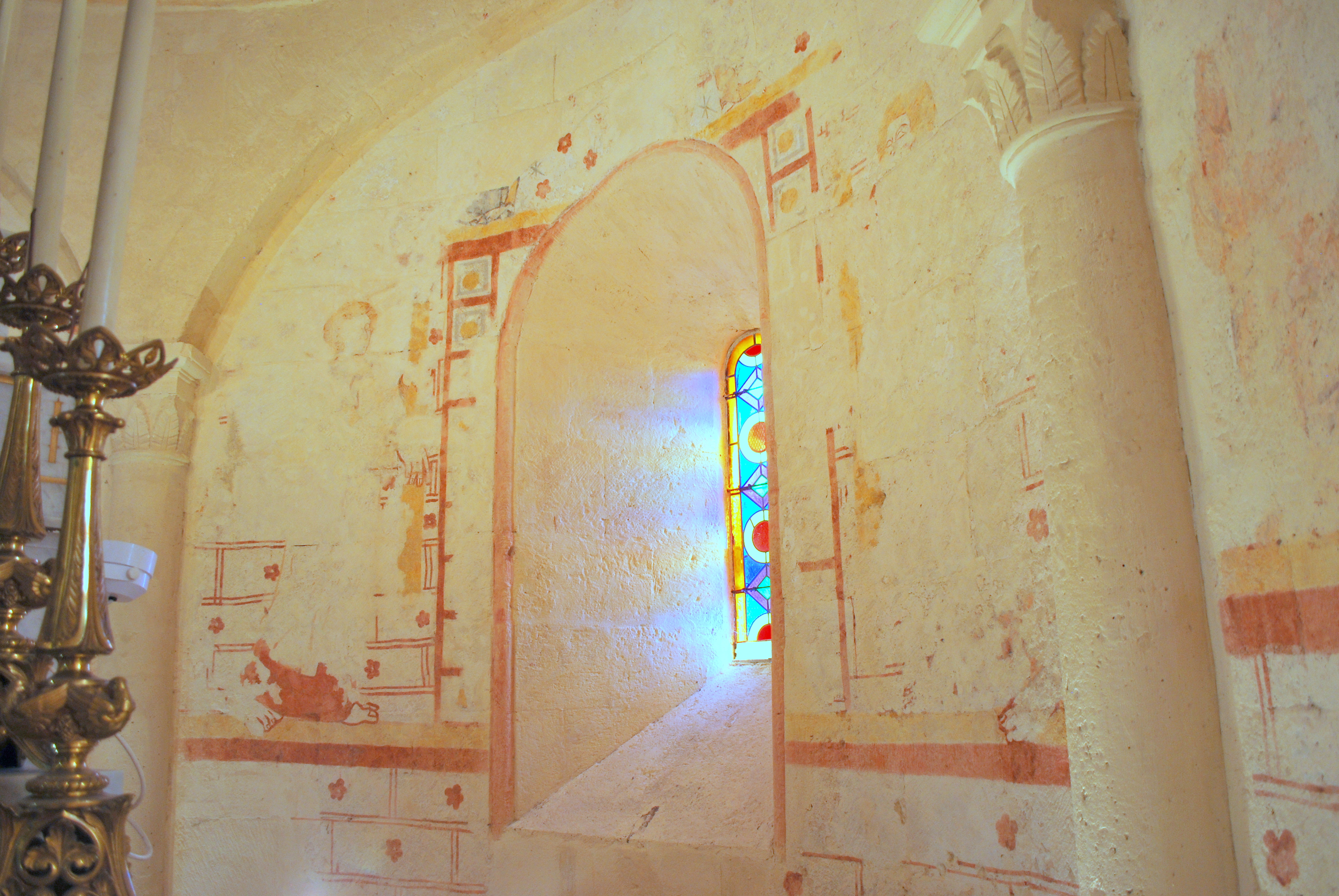
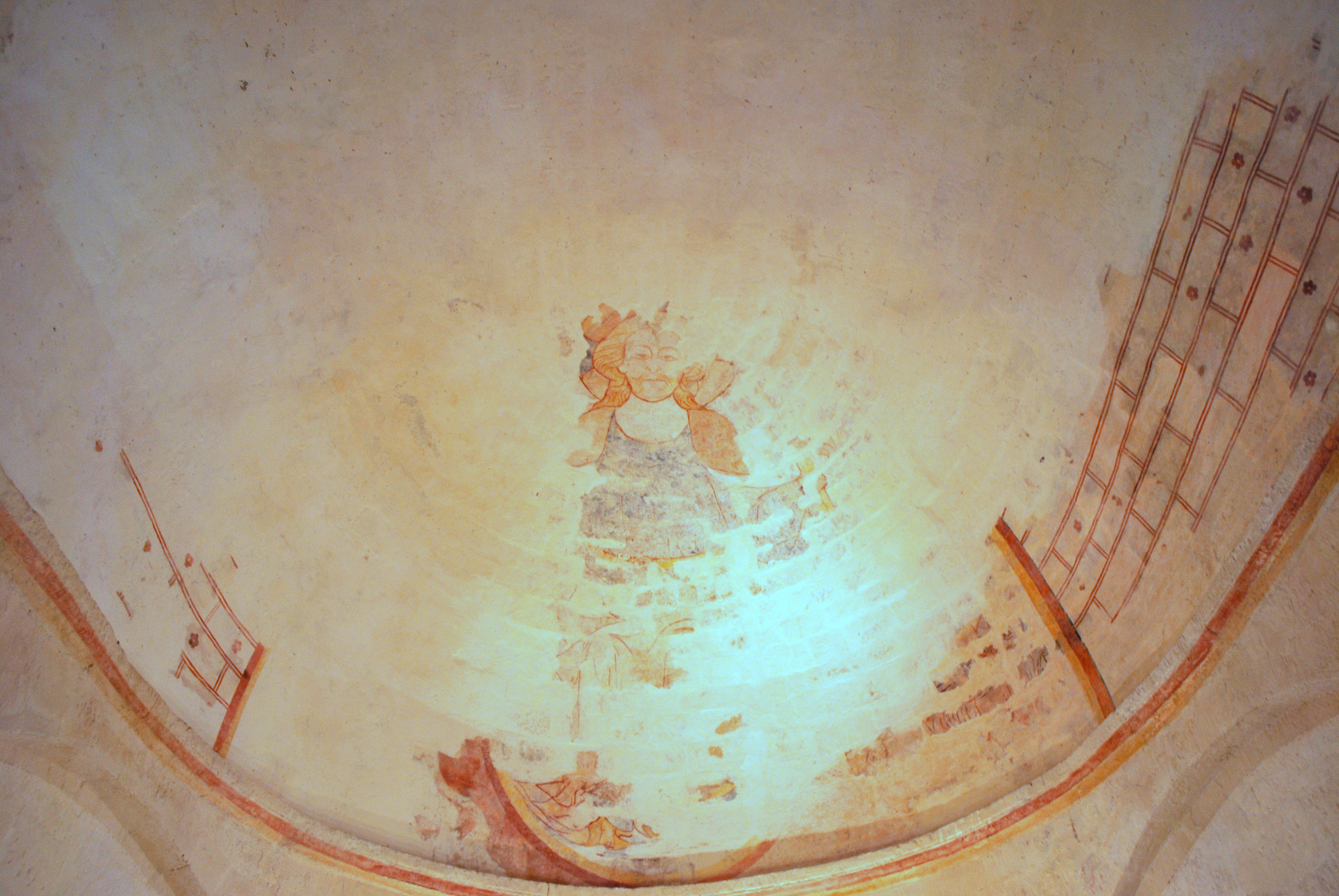
Christ en majesté
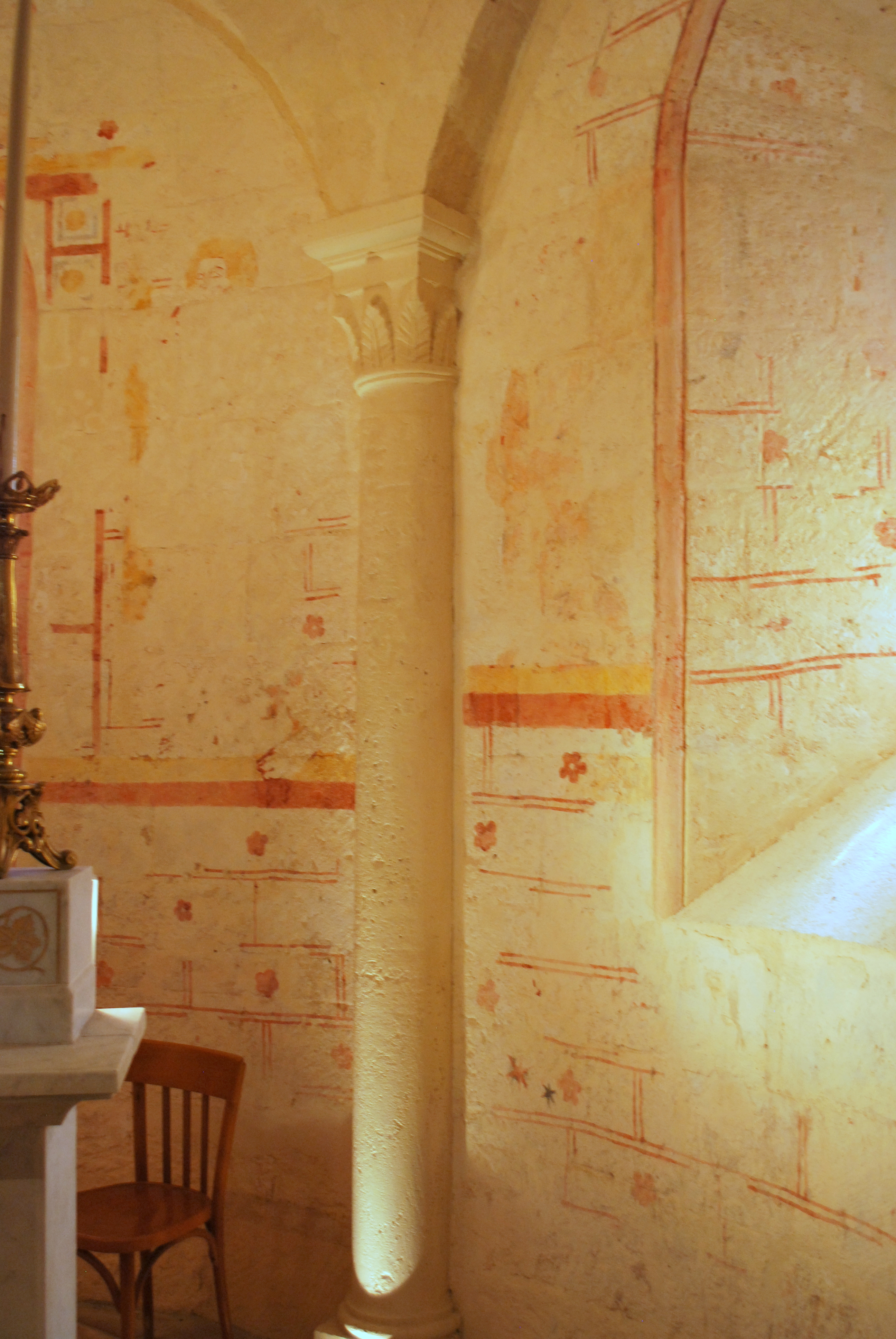

Les vitraux
Les vitraux du chevet, sauf celui de la baie axiale, sont l’œuvre de l'atelier Lieuzère et fils de Bordeaux et datent de la deuxième moitié du XIXe siècle. Les vitraux représentent des quatre évangélistes avec leurs symboles (Tétramorphe).

Vitraux du chevet
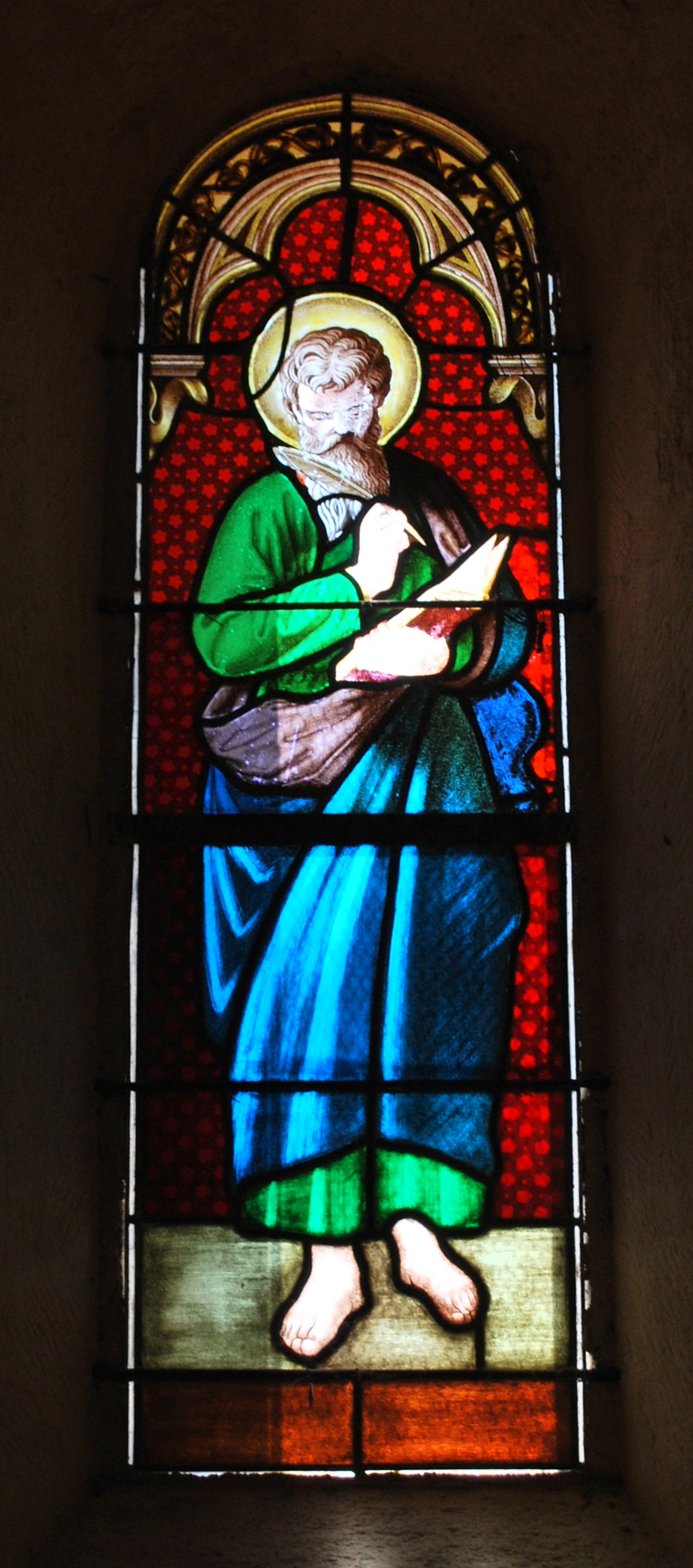
Saint Mathieu
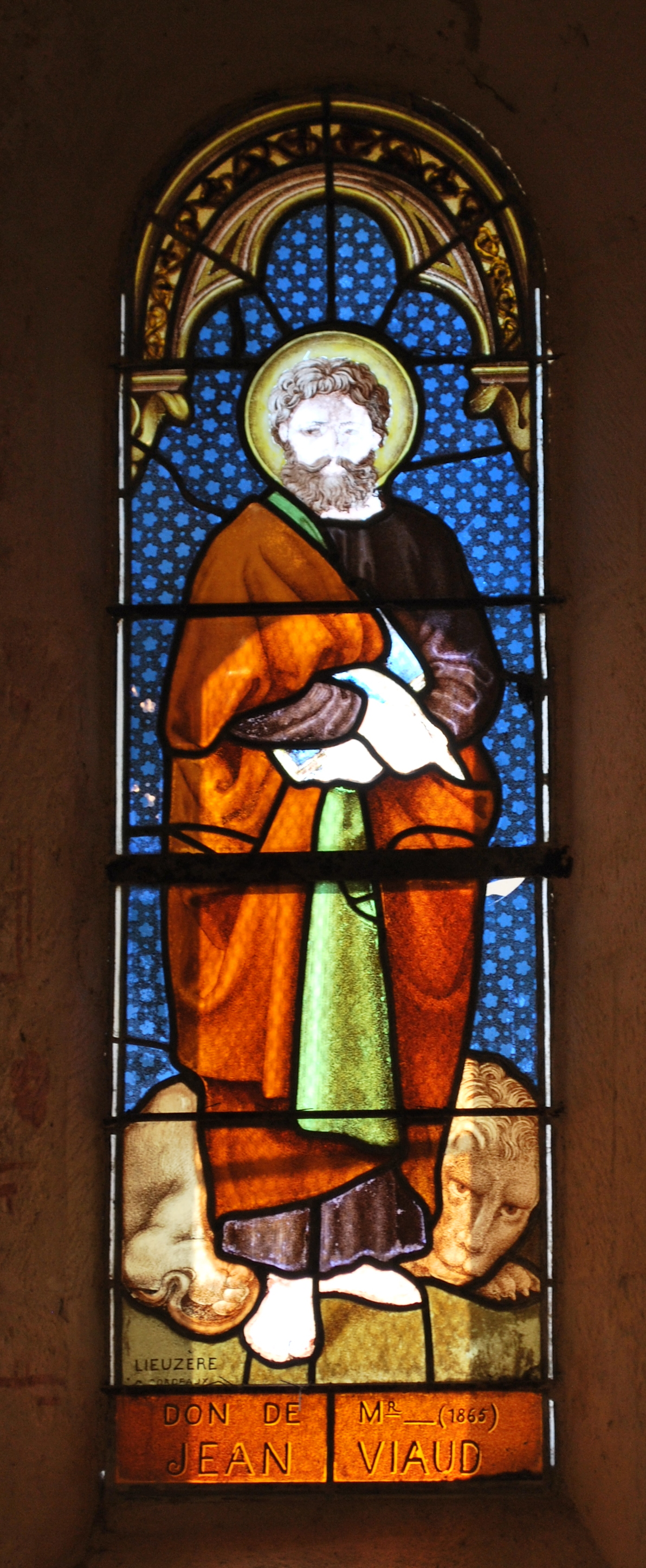
Saint Marc
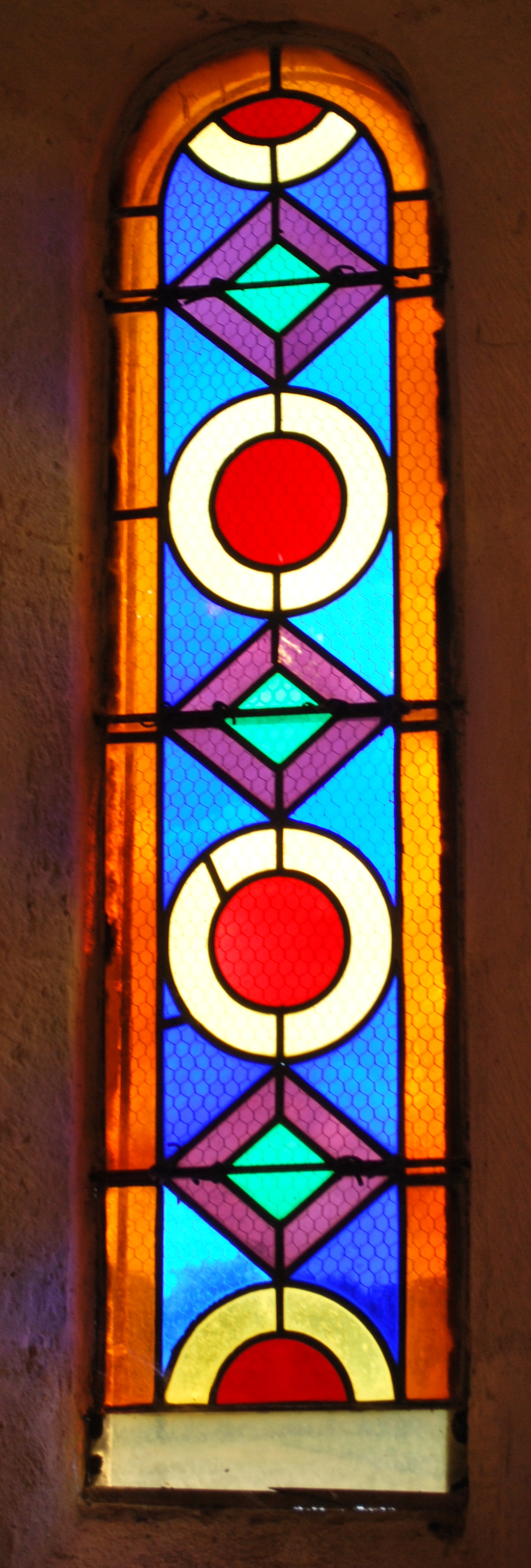
Baie axiale
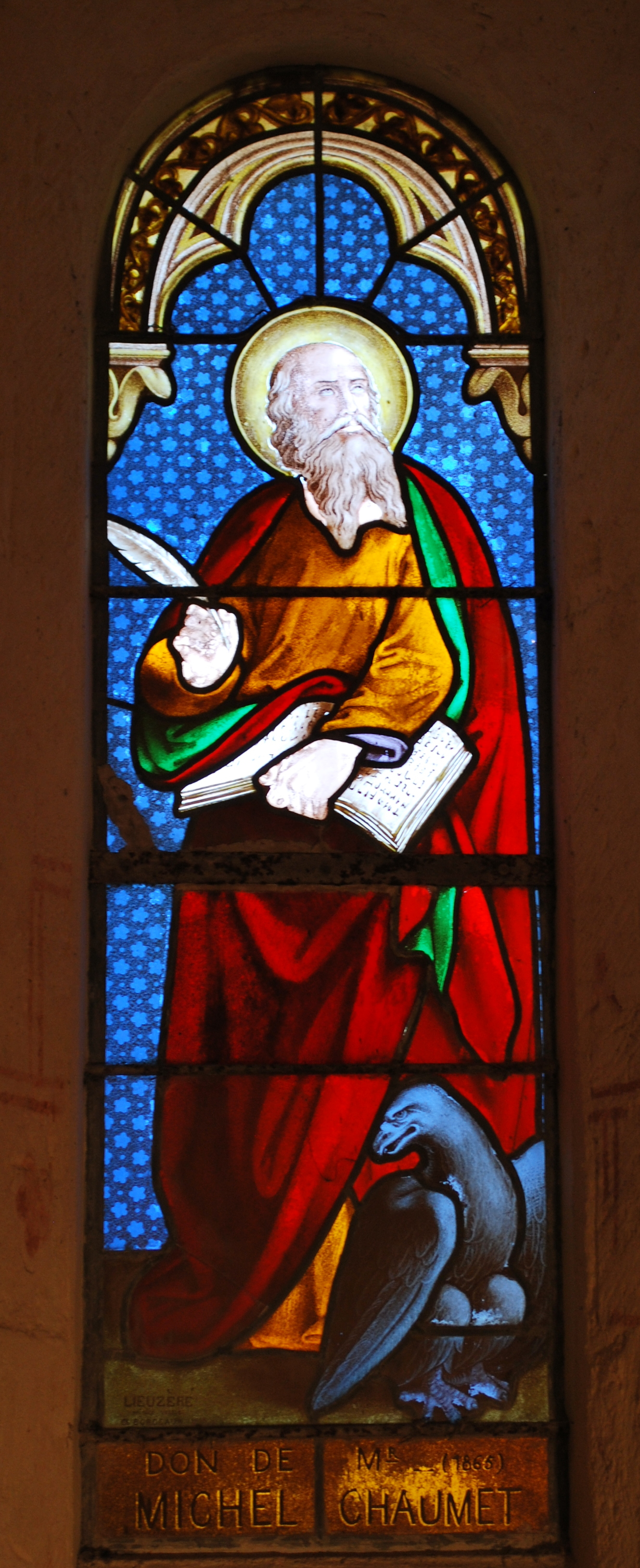
Saint Jean
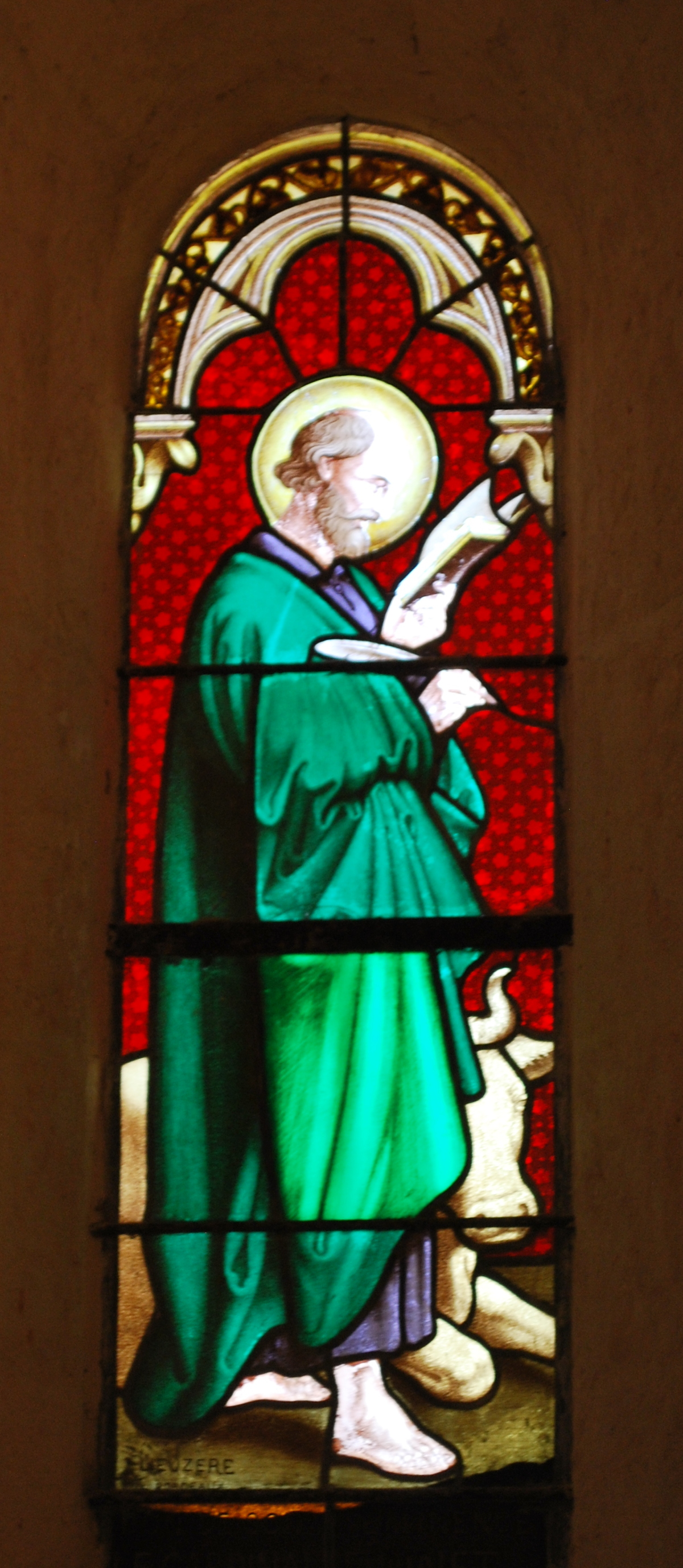
Saint Luc

Les six vitraux de la nef sont l’œuvre de Gustave Pierre Dagrant de Bordeaux. Ils datent de 1893 et sont des dons des familles Ardouin et Gourmel. Les vitraux présentant des images de saints au dessus de vignettes de la vie de saint Aignan : saint André , saint Basile, sainte Anne, saint Germaine de Pibrac, saint Aignan et Notre-Dame de Lourdes.

Vitraux de la nef
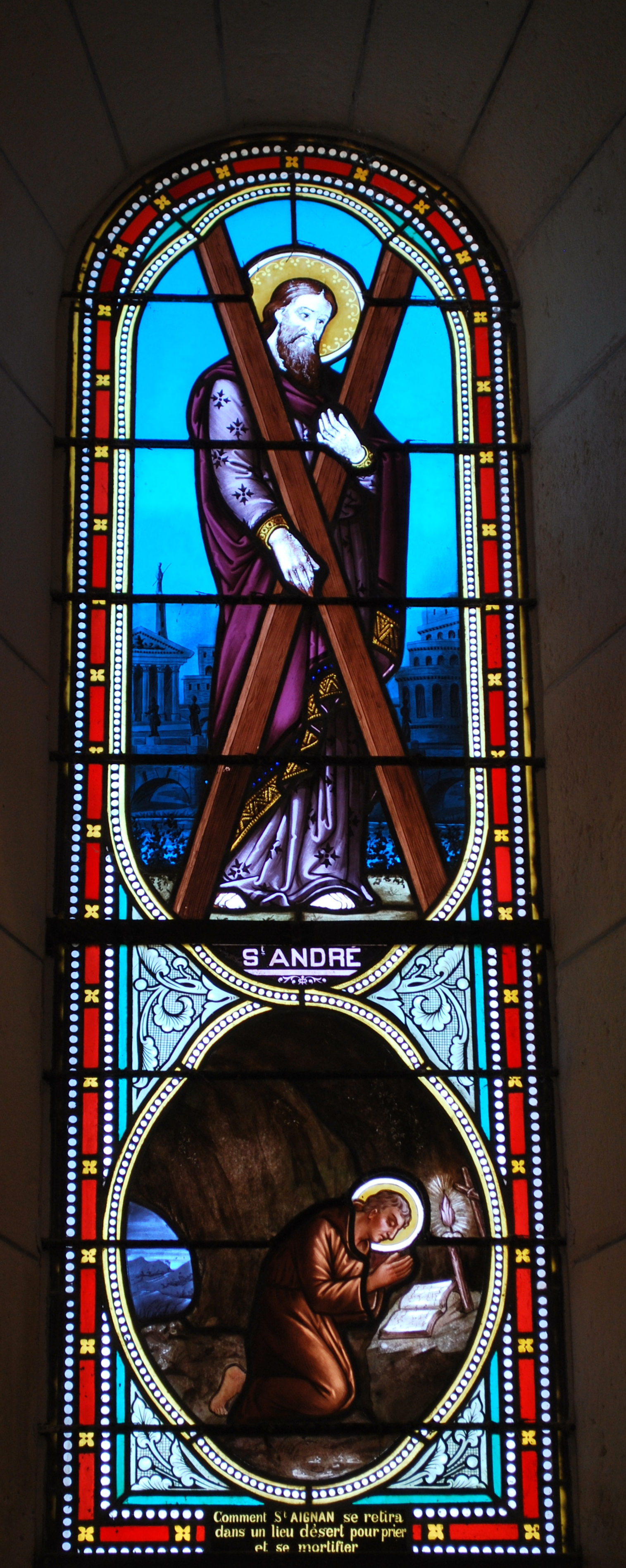
Saint André
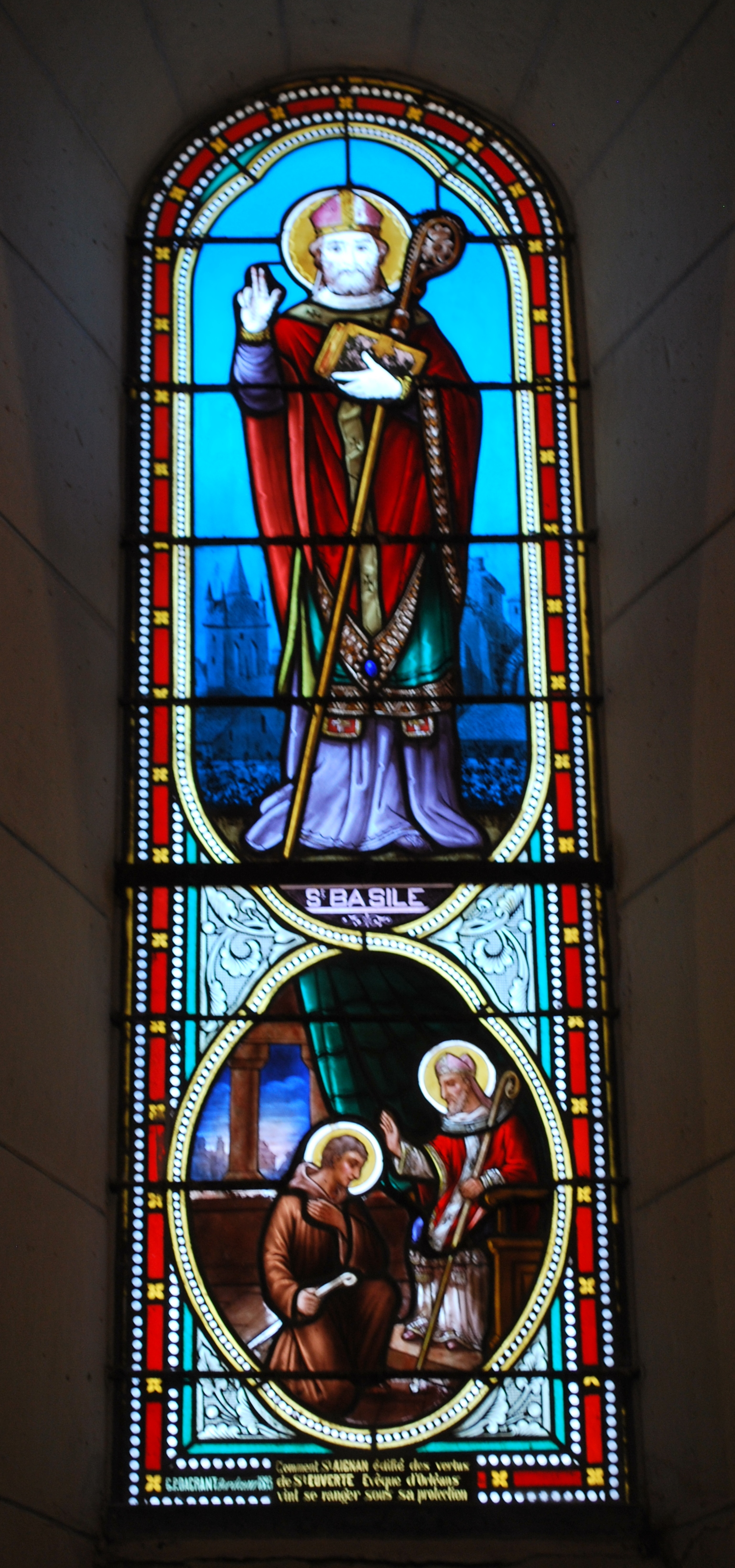
Saint Basile
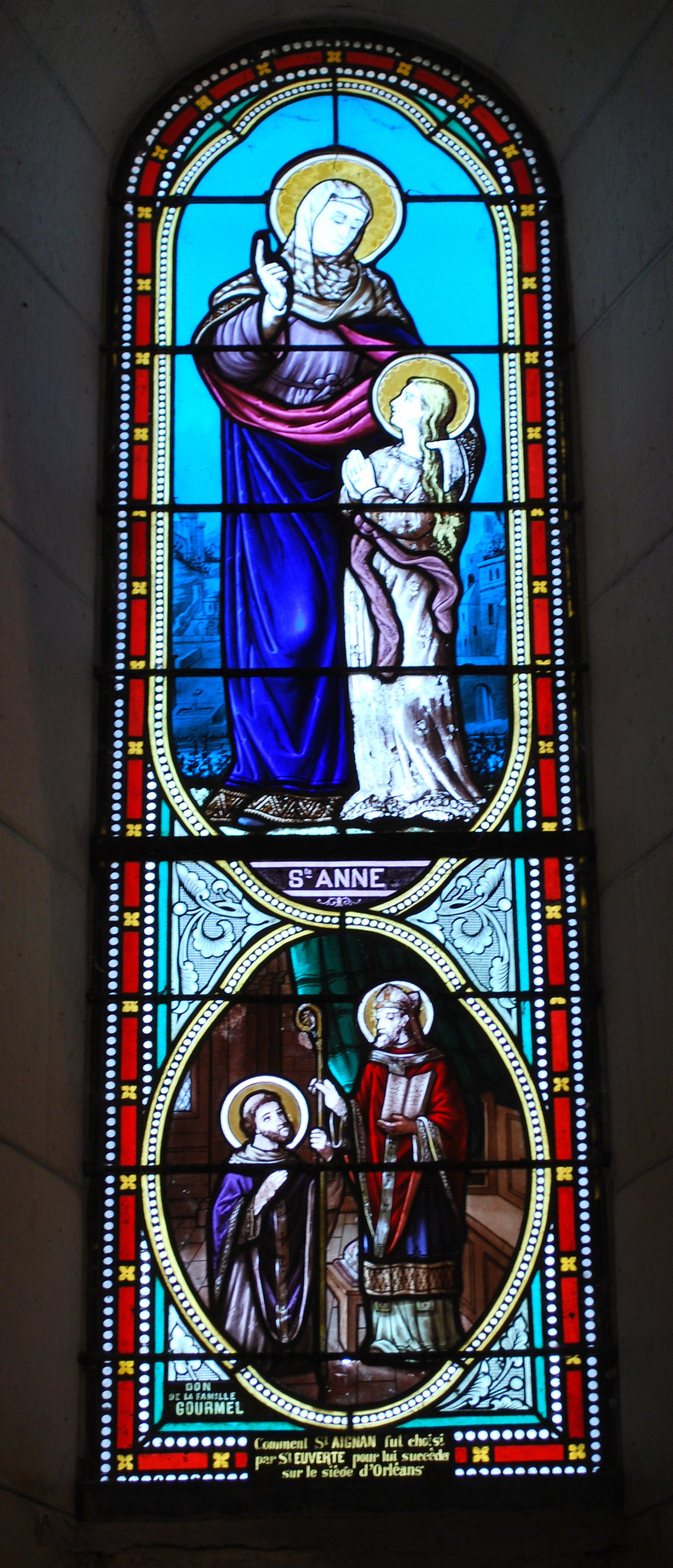
Sainte Anne
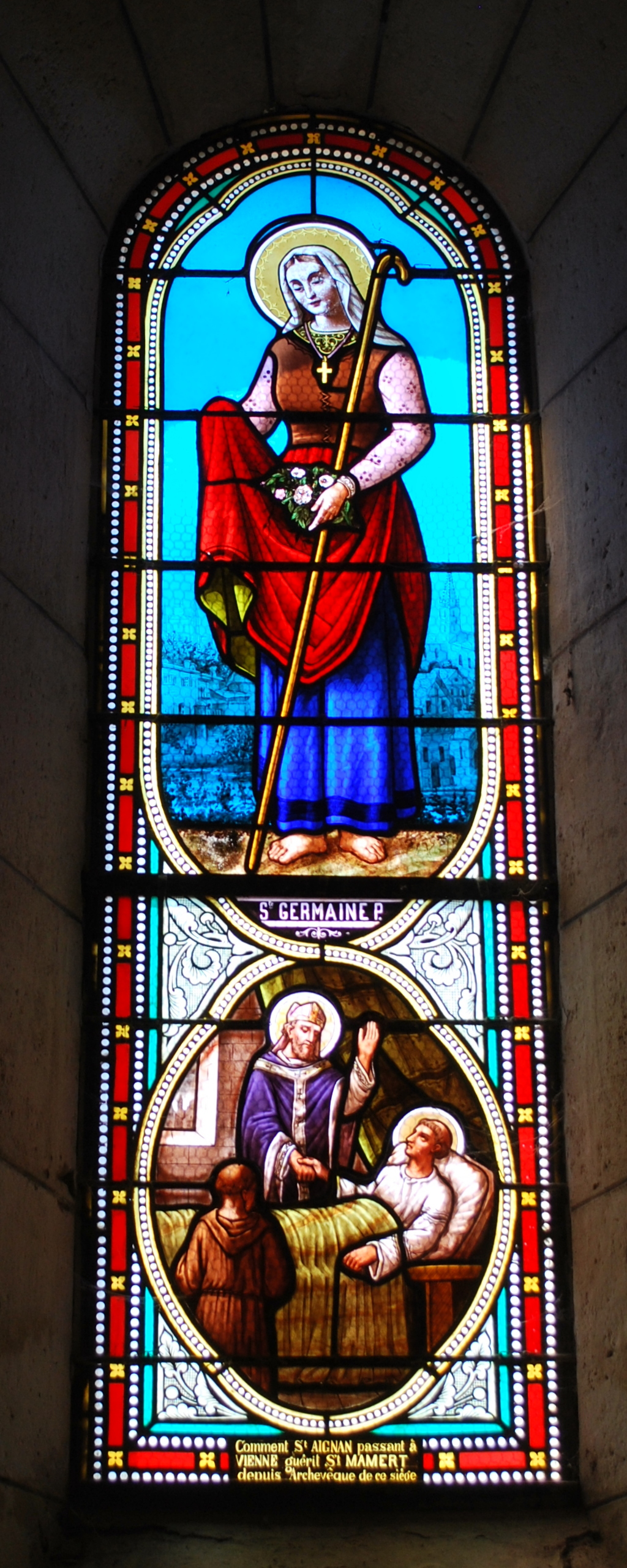
Saint Germaine
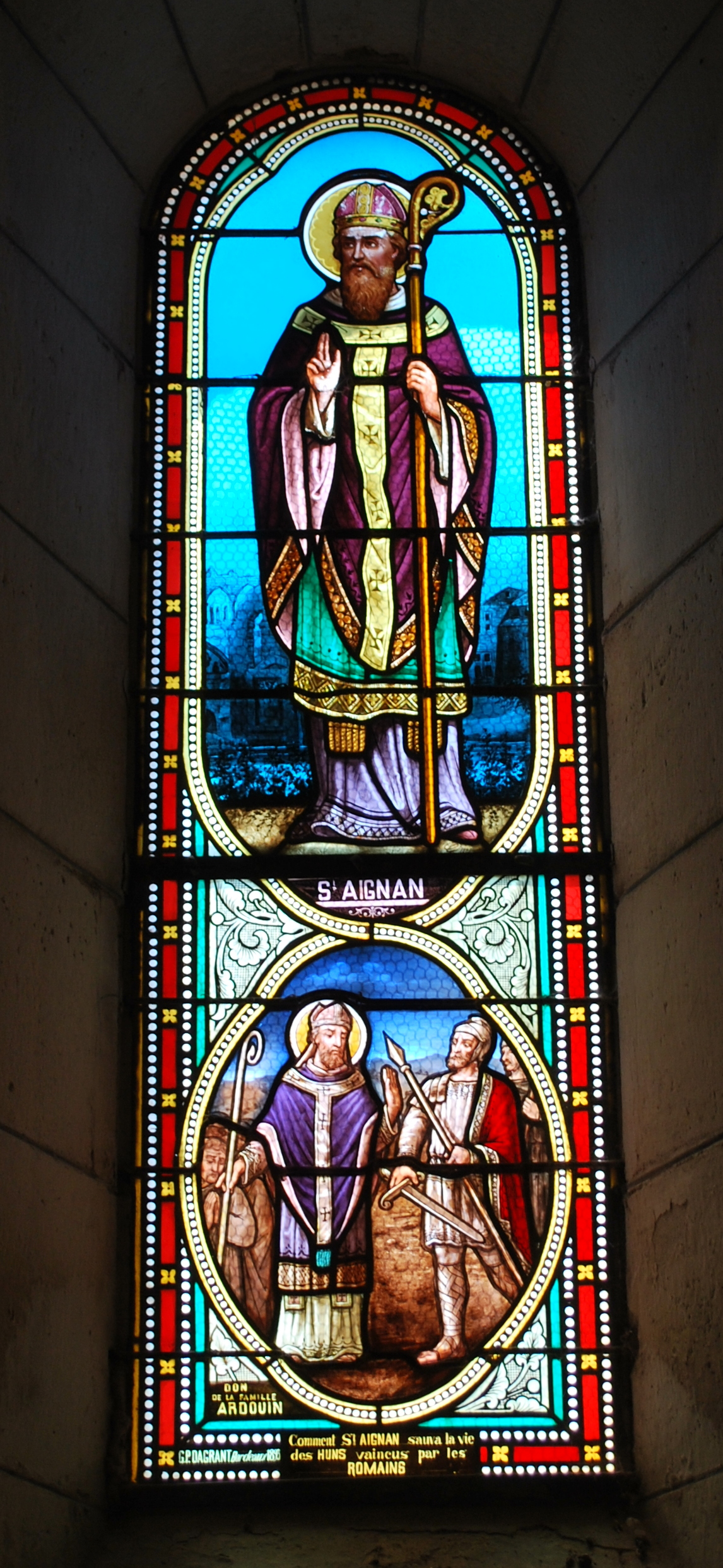
Saint Aignan
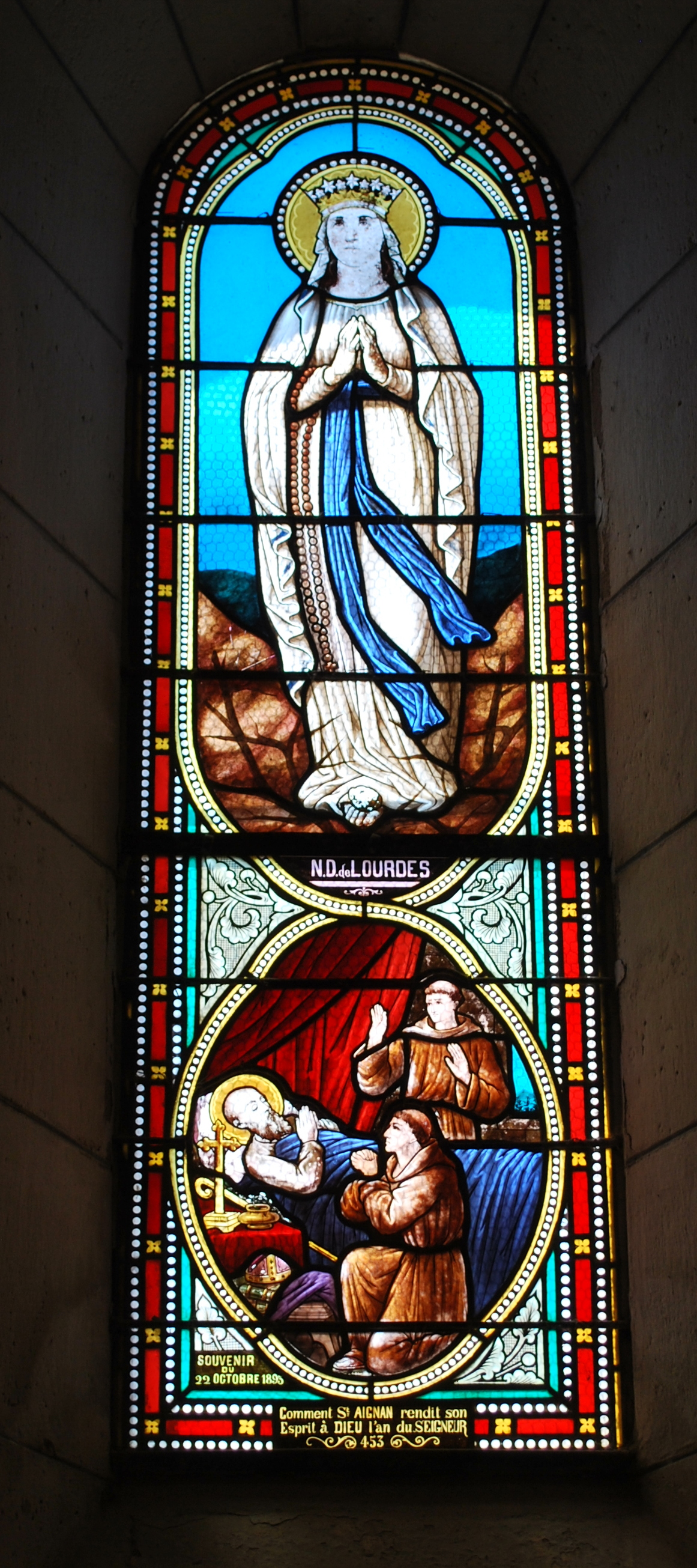
N.-D. de Lourdes

La croix de cimetière
La croix, qui date du XVIe siècle est située au cœur du cimetière, entouré de vignes. Elle repose sur un socle carré, mais se compose singulièrement de trois parties distinctes richement sculptées :
- Le fût, arrondi, est encadré de quatre pilastres sur toute sa hauteur.
- Entre le fût et la croix sont sculptés quatre saints. Lors de son passage à Saint-Aignan en 1847 Léo Drouyn[2] a cru identifier deux saints : saint Pierre à l’est et saint Aignan au sud. Les deux autres personnages ne portent aucun attribut distinctif.
- Sur la face occidentale de a croix, qui est plus récente que le fût, se trouve le Christ, dont seuls le visage et le torse sont visibles.

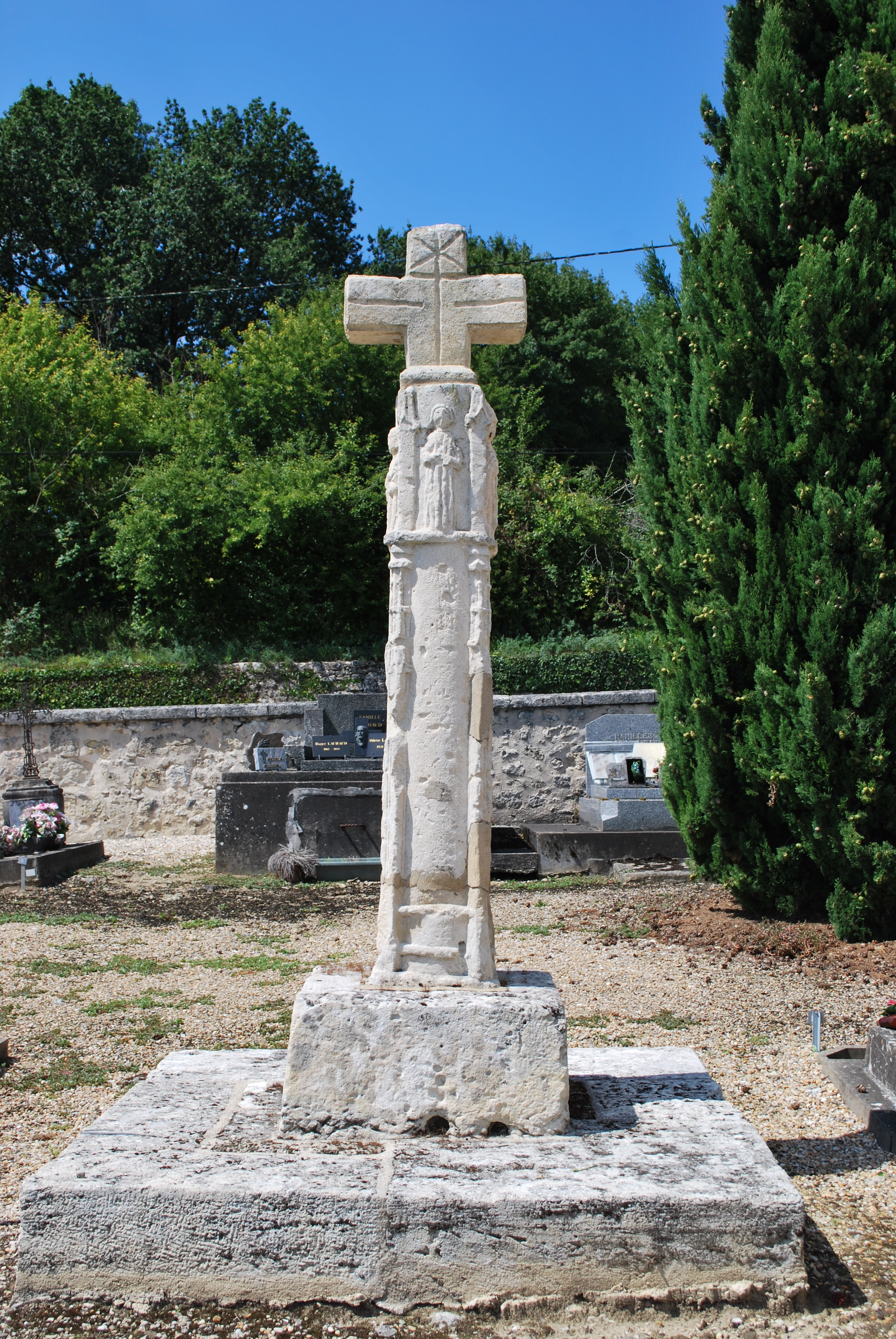
Vue de l'est
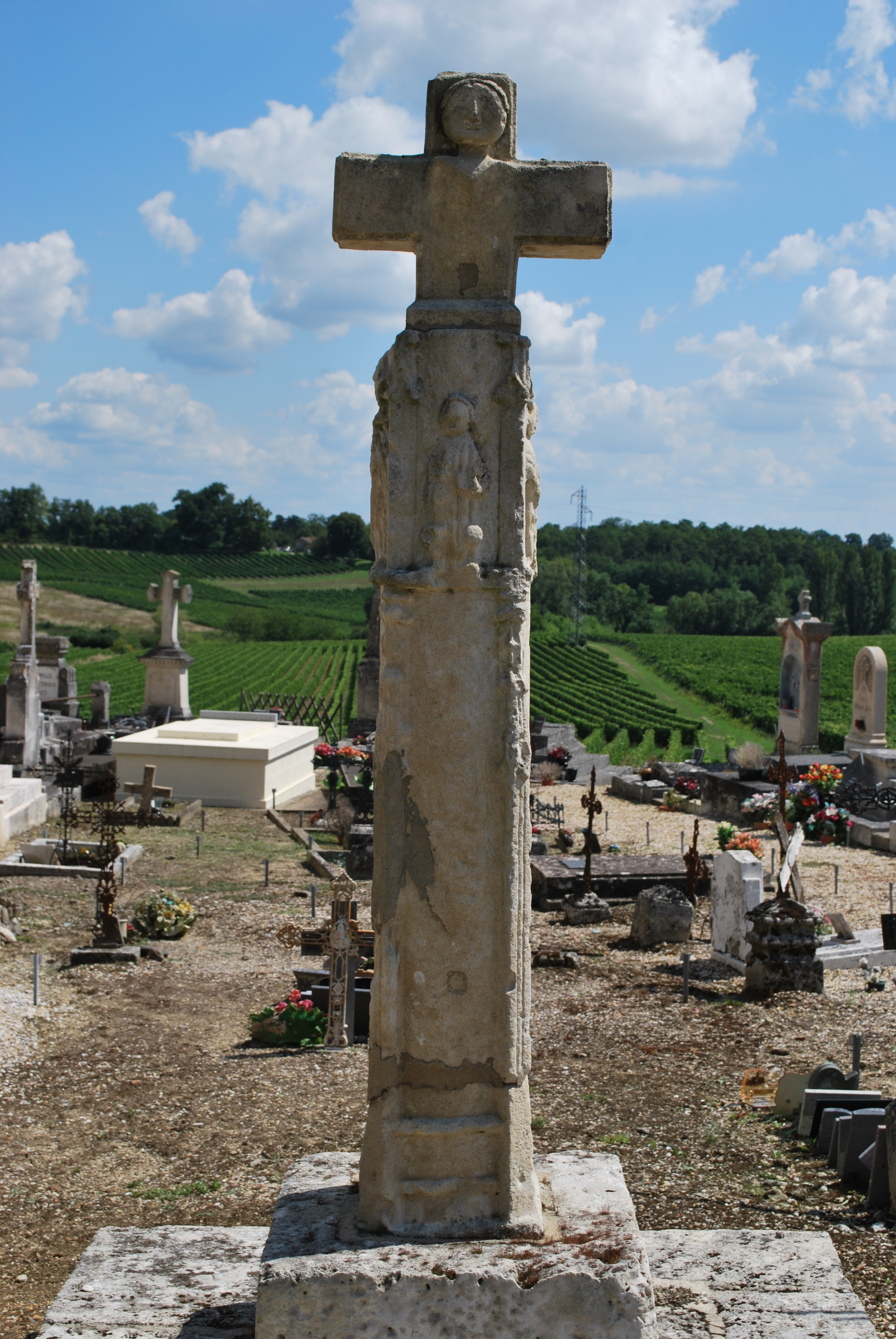
Vue de l'ouest
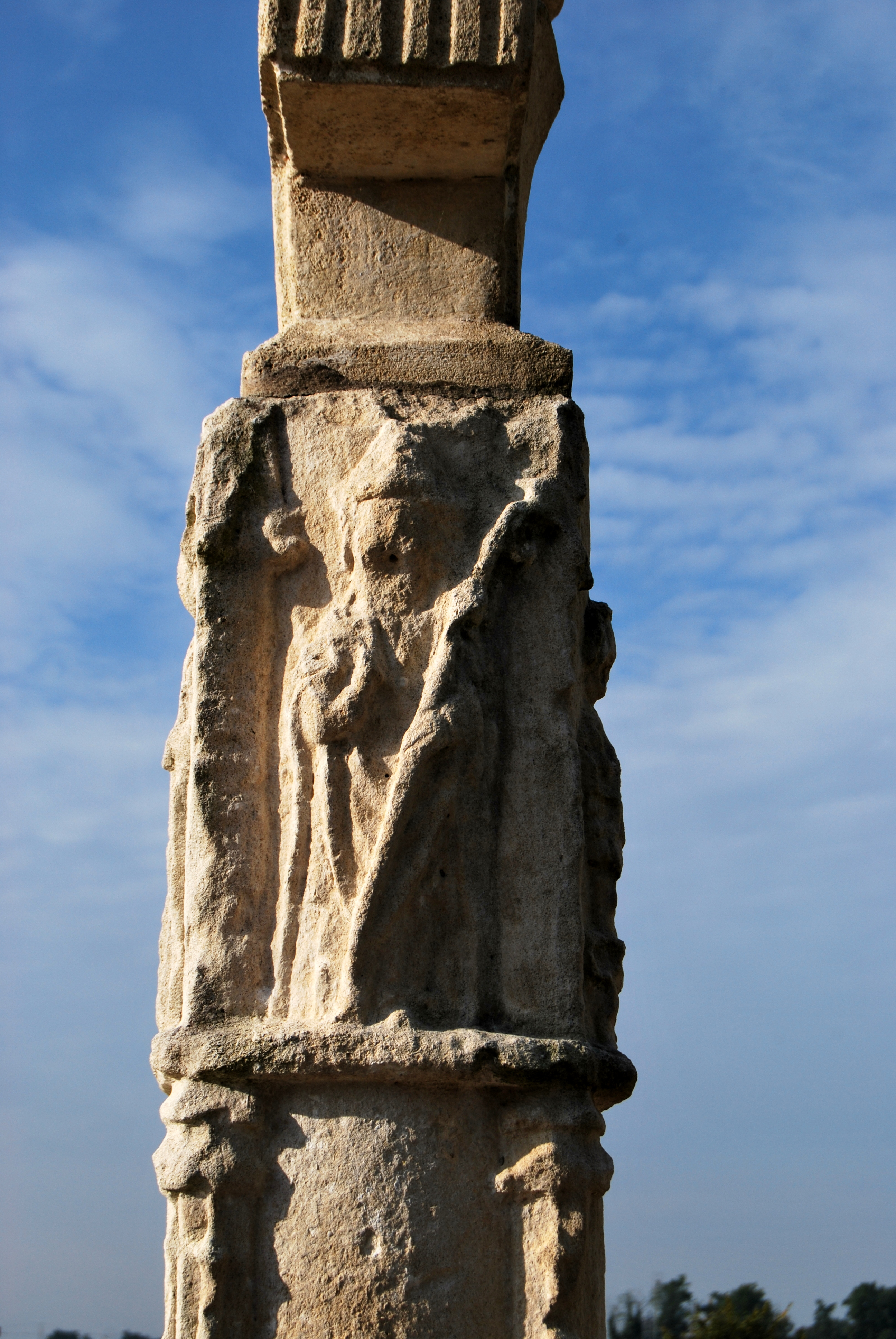
Face nord
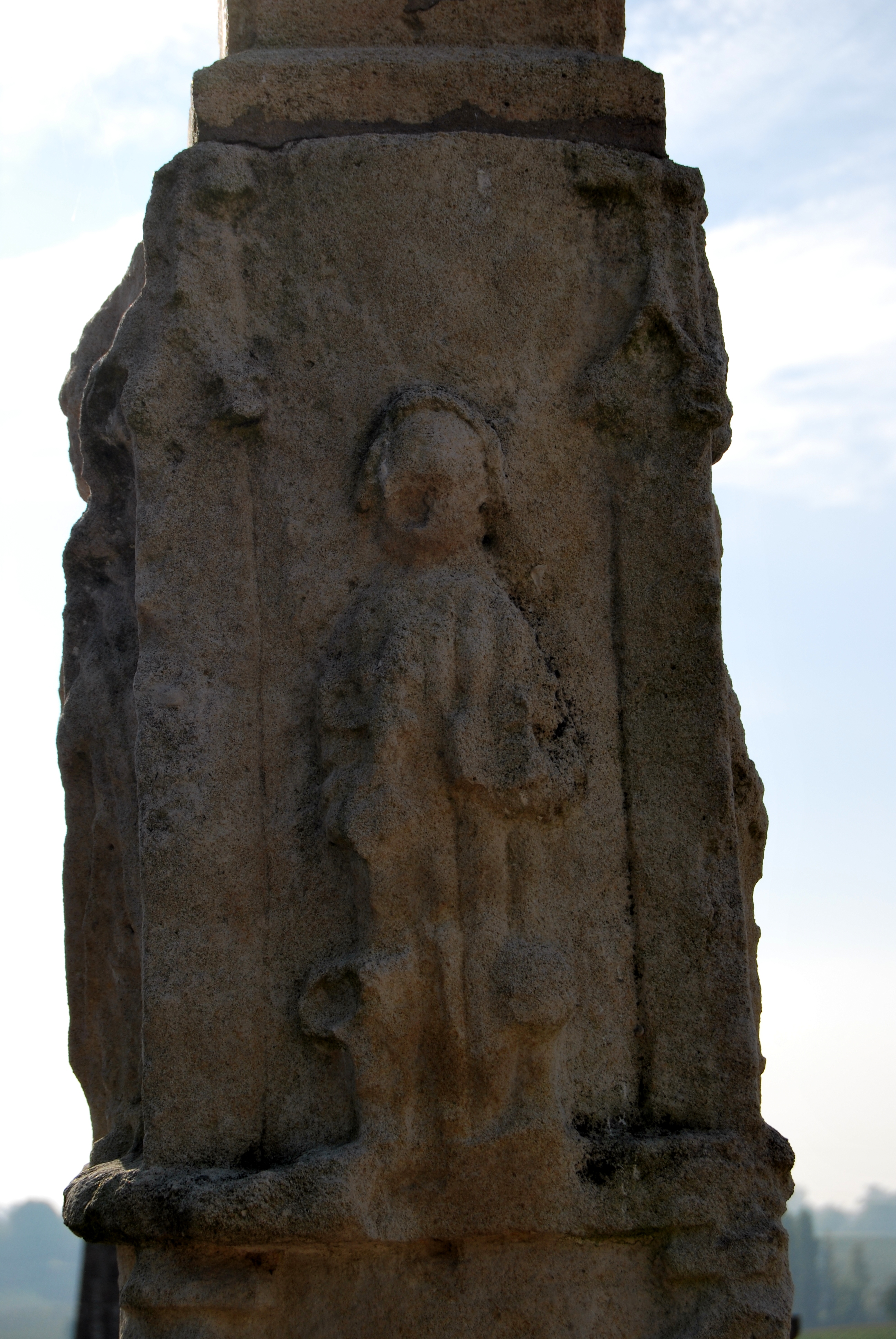
Face ouest
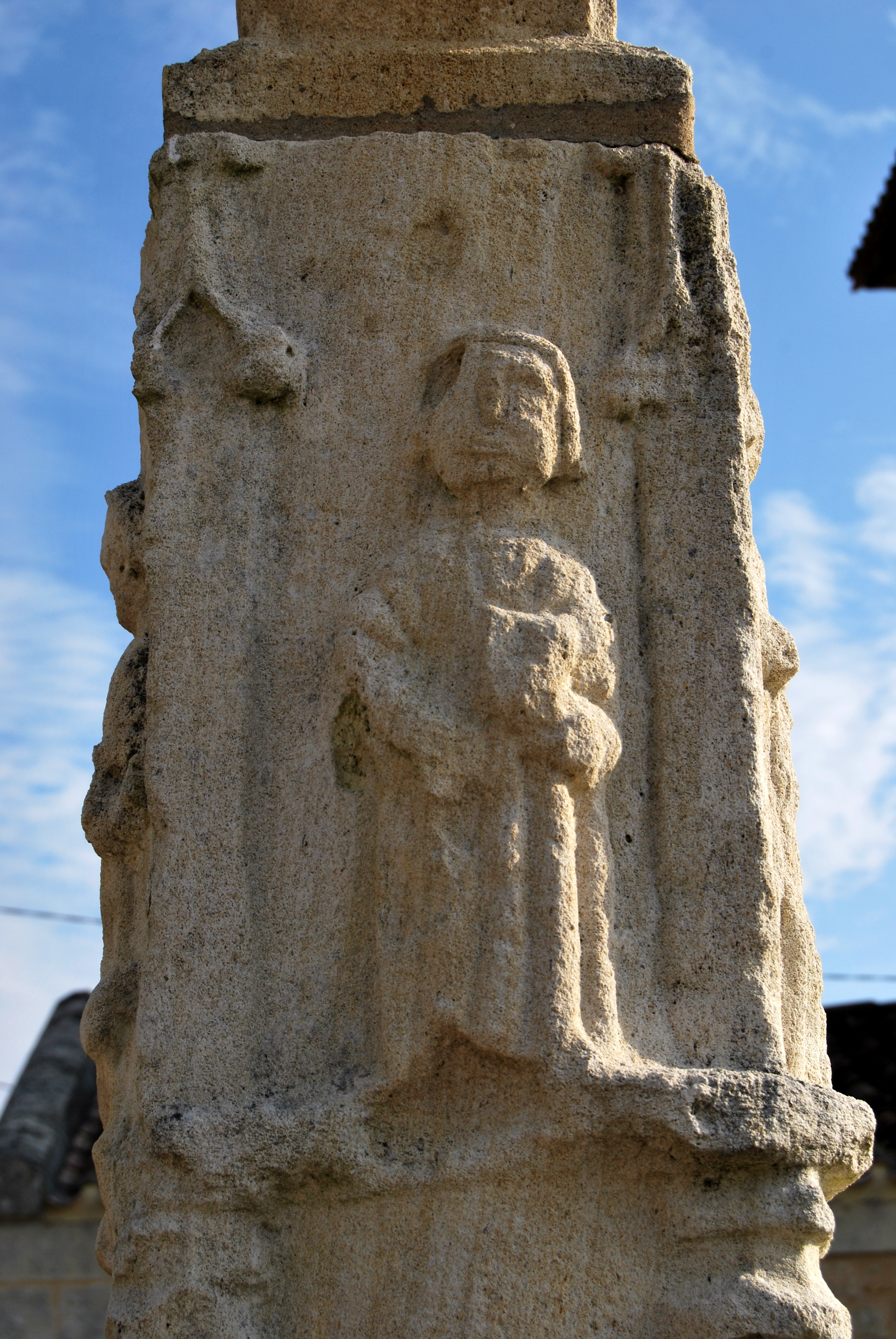
Face sud
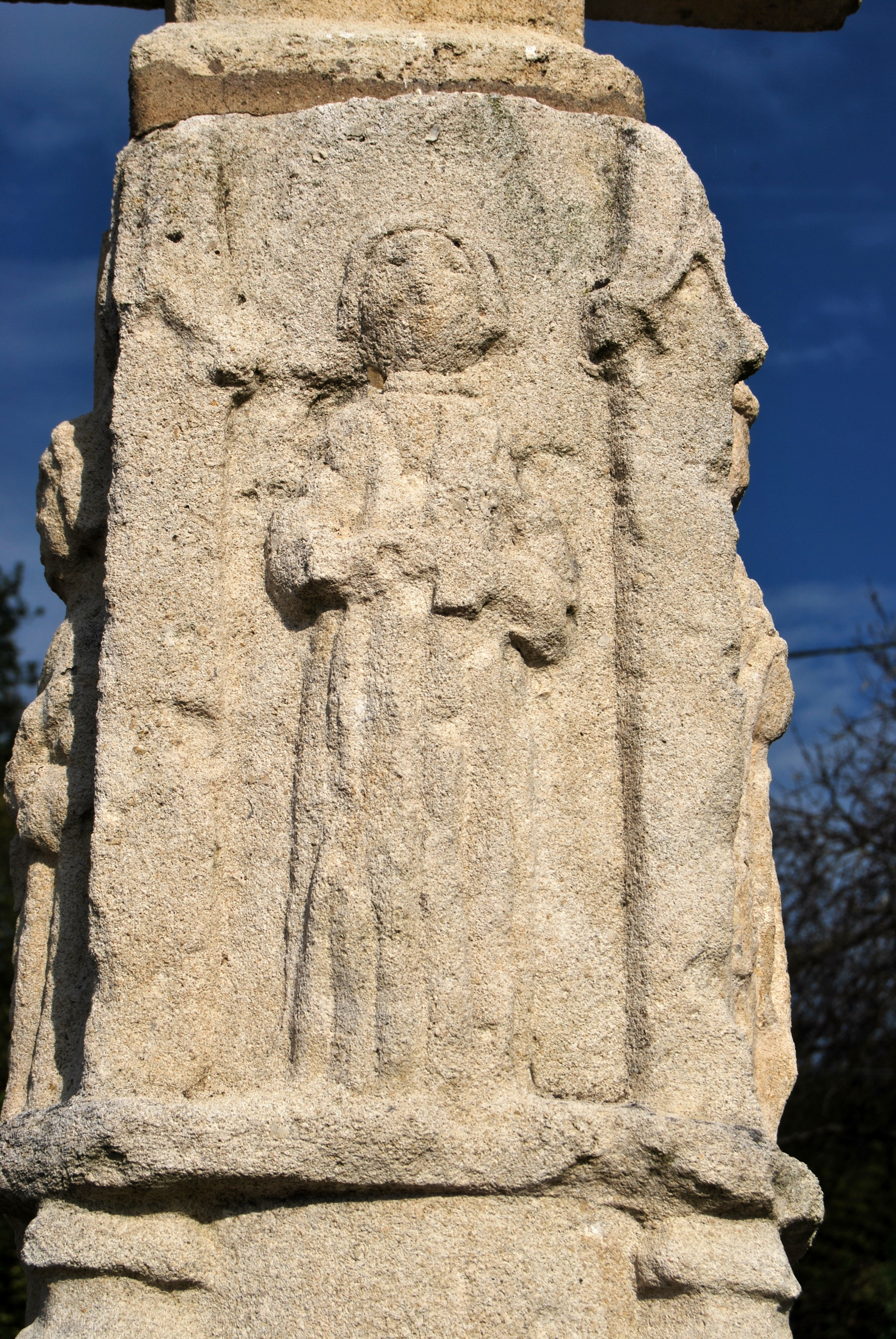
Face est

Le chevet de l'église est inscrit au titre des monuments historiques par arrêté du 21 novembre 1925.